# КК Црвена звезда сезона 2020/21.
Сезона 2020/21. КК Црвена звезда обухвата све резултате и остале информације везане за наступ Црвене звезде у сезони 2020/21. и то у следећим такмичењима: Евролига, Јадранска лига, Суперлига Србије и Куп Радивоја Кораћа. У овој сезони Црвена звезда је сакупила 47 победа и 31 пораз.

## Промене у саставу

### Дошли
| Датум               | Играч            | Претходни клуб   | Напомене                                                  |
| ------------------- | ---------------- | ---------------- | --------------------------------------------------------- |
| 29. јун 2020.       | Ландри Ноко      | АЛБА Берлин      | једногодишњи уговор                                       |
| 1. јул 2020.        | Џордан Лојд      | Валенсија        | једногодишњи уговор                                       |
| 2. јул 2020.        | Кори Вoлден      | Партизан НИС     | двогодишњи уговор                                         |
| 9. јул 2020.        | Лaнгстон Хол     | Промитеас Патра  | двогодишњи уговор                                         |
| 13. јул 2020.       | Марко Симоновић  | Уникаха          | двогодишњи уговор                                         |
| 30. јул 2020.       | Алекса Ускоковић | ФМП              | четворогодишњи уговор                                     |
| 1. август 2020.     | Дуоп Рит         | ФМП              | једногодишњи уговор                                       |
| 17. септембар 2020. | Емануел Тери     | Хапоел Јерусалим | двогодишњи уговор                                         |
| 7. октобар 2020.    | Тејлор Рочести   | Олимпијакос      | двомесечни уговор, уз опцију продужетка до краја сезоне   |
| 19. октобар 2020.   | Џони О’Брајант   | Локомотива Кубањ | једногодишњи уговор                                       |
| 16. децембар 2020.  | Кино Колом       | Валенсија        | уговор до краја сезоне, уз опцију продужетка на још једну |
| 25. децембар 2020.  | Ландри Ноко      | АЛБА Берлин      | активиран раније потписани једногодишњи уговор            |
| 9. фебруар 2021.    | Милутин Вујичић  | млађе категорије | прикључен првом тиму за потребе Купа Радивоја Кораћа      |

### Продужени уговори
| Датум               | Играч           | Напомене                                                          |
| ------------------- | --------------- | ----------------------------------------------------------------- |
| 29. јул 2020.       | Алекса Раданов  | нови двогодишњи уговор, претходне сезоне био на позајмици у ФМП-у |
| 8. септембар 2020.  | Огњен Добрић    | уговор продужен до лета 2022.                                     |
| 8. септембар 2020.  | Дејан Давидовац | уговор продужен до лета 2022.                                     |
| 29. септембар 2020. | Огњен Кузмић    | уговор продужен до лета 2023.                                     |

### Отишли
| Слободни играчи на крају сезоне 2019/20. |                    |                                 |                                                                                      |
| —                                        | Џејмс Гист         | Бајерн Минхен                   | —                                                                                    |
| —                                        | Калин Лукас        | Ирони Нахарија                  | —                                                                                    |
| —                                        | Мајкл Оџо          | преминуо                        | —                                                                                    |
| —                                        | Стратос Перпероглу | —                               | —                                                                                    |
| —                                        | Владимир Штимац    | Ђингдао иглси                   | —                                                                                    |
| 18. јун 2020.                            | Кевин Пантер       | Армани ексчејнџ Олимпија Милано | —                                                                                    |
| 20. јун 2020.                            | Чарлс Џенкинс      | Олимпијакос                     | —                                                                                    |
| 14. јул 2020.                            | Лоренцо Браун      | Фенербахче Беко                 | —                                                                                    |
| 15. јул 2020.                            | Били Барон         | Зенит Санкт Петербург           | —                                                                                    |
| Раскинути уговори                        |                    |                                 |                                                                                      |
| 21. јул 2020.                            | Немања Ненадић     | ФМП                             | —                                                                                    |
| 6. септембар 2020.                       | Ландри Ноко        | —                               | једногодишњи уговор Звезде са Ноком није био ни активиран из медицинских разлога     |
| 9. децембар 2020.                        | Тејлор Рочести     | Хапоел Хаифа                    | истек двомесечног уговора, није активирана опција продужетка сарадње до краја сезоне |
| 26. децембар 2020.                       | Емануел Тери       | Агва Калијенте клиперси         | споразумни раскид уговора                                                            |
| 21. фебруар 2021.                        | Џони О’Брајант     | Турк Телеком                    | споразумни раскид уговора                                                            |
| 11. март 2021.                           | Бориша Симанић     | Мега Сокербет                   | —                                                                                    |
| 7. мај 2021.                             | Кино Колом         | Саски Басконија                 | споразумни раскид уговора                                                            |
| Играчи упућени на позајмице              |                    |                                 |                                                                                      |
| 24. јул 2020.                            | Душан Ристић       | Ђермани Бреша                   | једногодишња позајмица                                                               |
| 6. август 2020.                          | Никола Јовановић   | Игокеа                          | једногодишња позајмица                                                               |
| 28. јануар 2021.                         | Душан Ристић       | Автодор Саратов                 | позајмица до краја сезоне                                                            |

## Промене тренера
Дана 8. јуна 2020. године објављено је да Црвена звезда неће наставити сарадњу са тренером Драганом Шакотом. Шакота је у другом мандату на клупи црвено-белих имао учинак од 21 победе и 15 пораза.
Два дана касније за новог тренера Звезде именован је Саша Обрадовић, некадашњи играч овог клуба. Дана 24. децембра 2020. године клуб је споразумно раскинуо сарадњу са Обрадовићем, као и са стручним штабом првог тима. Обрадовић је предводио Звезду на 26 утакмица и остварио је учинак од 14 победа и 12 пораза (9:1 у Јадранској лиги и 5:11 у Евролиги).
Већ наредног дана екипу је поново преузео Дејан Радоњић.

## Састав тима
| Број | Име и презиме        | Позиција               | Датум рођења      | Дошао | Претходни клуб  | Напомене |
| ---- | -------------------- | ---------------------- | ----------------- | ----- | --------------- | -------- |
| 1    | Лaнгстон Хол         | плејмејкер             | 1. новембар 1991. | 2020. | Промитеас Патра |          |
| 2    | Кори Вoлден          | плејмејкер             | 5. август 1992.   | 2020. | Партизан        |          |
| 3    | Џордан Лојд          | плејмејкер / бек       | 27. јул 1993.     | 2020. | Валенсија       |          |
| 4    | Алекса Ускоковић     | плејмејкер             | 30. август 1999.  | 2020. | ФМП             |          |
| 7    | Дејан Давидовац      | бек / крило            | 17. јануар 1995.  | 2017. | ФМП             |          |
| 10   | Бранко Лазић         | бек / крило            | 12. јануар 1989.  | 2011. | ФМП             | капитен  |
| 11   | Дуоп Рит             | крилни центар / центар | 26. јун 1996.     | 2020. | ФМП             |          |
| 12   | Алекса Раданов       | бек / крило            | 1. фебруар 1998.  | 2018. | ФМП             |          |
| 13   | Огњен Добрић         | бек / крило            | 27. октобар 1994. | 2016. | ФМП             |          |
| 19   | Марко Симоновић      | крило / крилни центар  | 30. мај 1986.     | 2020. | Уникаха         |          |
| 21   | Марко Јагодић Куриџа | крилни центар          | 15. мај 1987.     | 2019. | Копер Приморска |          |
| 32   | Огњен Кузмић         | центар                 | 16. мај 1990.     | 2019. | ФМП             |          |
| 35   | Ландри Ноко          | центар                 | 9. април 1994.    | 2020. | АЛБА Берлин     |          |

### План позиција
| Поз. | Прва петорка         | Прве замене     | Друге замене     | Треће замене |
| ---- | -------------------- | --------------- | ---------------- | ------------ |
| Ц    | Огњен Кузмић         | Ландри Ноко     |                  |              |
| КЦ   | Марко Јагодић Куриџа | Дуоп Рит        |                  |              |
| К    | Бранко Лазић         | Марко Симоновић | Дејан Давидовац  |              |
| Б    | Џордан Лојд          | Огњен Добрић    | Алекса Раданов   |              |
| П    | Кори Волден          | Лангстон Хол    | Алекса Ускоковић |              |

## Евролига

### Први део такмичења
|    | Тим                             | Игр. | Поб. | Изг. | П+   | П-   | П+/- | Бод |
| -- | ------------------------------- | ---- | ---- | ---- | ---- | ---- | ---- | --- |
| 1  | Барселона                       | 34   | 24   | 10   | 2706 | 2469 | +237 | 58  |
| 2  | ЦСКА Москва                     | 34   | 24   | 10   | 2817 | 2662 | +155 | 58  |
| 3  | Анадолу Ефес                    | 34   | 22   | 12   | 2838 | 2604 | +234 | 56  |
| 4  | Армани ексчејнџ Олимпија Милано | 34   | 21   | 13   | 2720 | 2599 | +121 | 55  |
| 5  | Бајерн Минхен                   | 34   | 21   | 13   | 2633 | 2599 | +34  | 55  |
| 6  | Реал Мадрид                     | 34   | 20   | 14   | 2667 | 2593 | +74  | 54  |
| 7  | Фенербахче Беко                 | 34   | 20   | 14   | 2661 | 2679 | -18  | 54  |
| 8  | Зенит Санкт Петербург           | 34   | 20   | 14   | 2670 | 2547 | +123 | 54  |
| 9  | Валенсија                       | 34   | 19   | 15   | 2762 | 2743 | +19  | 53  |
| 10 | ТД системс Басконија            | 34   | 18   | 16   | 2742 | 2619 | +123 | 52  |
| 11 | Жалгирис                        | 34   | 17   | 17   | 2630 | 2645 | -15  | 51  |
| 12 | Олимпијакос                     | 34   | 16   | 18   | 2628 | 2674 | -46  | 50  |
| 13 | Макаби Платика                  | 34   | 14   | 20   | 2608 | 2642 | -34  | 48  |
| 14 | Асвел                           | 34   | 13   | 21   | 2590 | 2714 | -124 | 47  |
| 15 | АЛБА Берлин                     | 34   | 12   | 22   | 2652 | 2790 | -138 | 46  |
| 16 | Панатинаикос ОПАП               | 34   | 11   | 23   | 2656 | 2782 | -126 | 45  |
| 17 | Црвена звезда МТС               | 34   | 10   | 24   | 2499 | 2684 | -185 | 44  |
| 18 | Химки                           | 34   | 4    | 30   | 2616 | 3050 | -434 | 38  |

- НАПОМЕНА: Поени постигнути у продужецима нису урачунати у табели, а не користе се ни за одређивање предности у случају да су тимови изједначени.

Легенда:
| 2. 10. 2020. 19:45 Извештај |                                                                             | Фенербахче Беко | 77 : 63                           | Црвена звезда МТС | Улкер спортска арена, Истанбул Гледаоци: 0 Судије: Луиђи Ламоника, Олегс Латишевс, Милан Недовић |  |
| 2. 10. 2020. 19:45 Извештај | Четвртине: 24:20, 18:10, 15:11, 20:22                                       |                 |                                   |                   | Улкер спортска арена, Истанбул Гледаоци: 0 Судије: Луиђи Ламоника, Олегс Латишевс, Милан Недовић |  |
| 2. 10. 2020. 19:45 Извештај | Поени: Браун 17 Скокови: Де Коло 16 Асистенције: Весели 8 Индекс: Де Коло 7 |                 | Лојд 15 Кузмић 7 Лојд 4 Кузмић 12 |                   | Улкер спортска арена, Истанбул Гледаоци: 0 Судије: Луиђи Ламоника, Олегс Латишевс, Милан Недовић |  |

| 9. 10. 2020. 19:00 Извештај |                                                                      | Црвена звезда МТС | 90 : 73                                       | ТД системс Басконија | Хала Пионир, Београд Гледаоци: 0 Судије: Христос Христодулу, Мехди Дифала, Кристапс Константиновс |  |
| 9. 10. 2020. 19:00 Извештај | Четвртине: 23:16, 13:15, 29:18, 25:24                                |                   |                                               |                      | Хала Пионир, Београд Гледаоци: 0 Судије: Христос Христодулу, Мехди Дифала, Кристапс Константиновс |  |
| 9. 10. 2020. 19:00 Извештај | Поени: Лојд 30 Скокови: Кузмић 8 Асистенције: Хол 11 Индекс: Лојд 34 |                   | Гиједрајтис 26 Џекири 5 Пјерија 10 Пјерија 19 |                      | Хала Пионир, Београд Гледаоци: 0 Судије: Христос Христодулу, Мехди Дифала, Кристапс Константиновс |  |

| 13. 10. 2020. 19:00 Извештај |                                                                          | Црвена звезда МТС | 69 : 75                                             | Жалгирис | Хала Пионир, Београд Гледаоци: 0 Судије: Ане Пантер, Карлос Кортес, Спирос Контас |  |
| 13. 10. 2020. 19:00 Извештај | Четвртине: 19:19, 14:20, 27:23, 9:13                                     |                   |                                                     |          | Хала Пионир, Београд Гледаоци: 0 Судије: Ане Пантер, Карлос Кортес, Спирос Контас |  |
| 13. 10. 2020. 19:00 Извештај | Поени: Лојд 19 Скокови: Кузмић 6 Асистенције: 4 играча 3 Индекс: Лојд 16 |                   | Лекавичијус 16 Ловерњ 8 Јокубајтис 5 Лекавичијус 20 |          | Хала Пионир, Београд Гледаоци: 0 Судије: Ане Пантер, Карлос Кортес, Спирос Контас |  |

| 11. 11. 2020. 20:45 Извештај |                                                                               | Асвел | 68 : 89                           | Црвена звезда МТС | Астробал, Вилербан Гледаоци: 0 Судије: Хуан Карлос Гарсија, Марћин Ковалски, Себастјен Кливаз |  |
| 11. 11. 2020. 20:45 Извештај | Четвртине: 21:17, 17:27, 15:23, 15:22                                         |       |                                   |                   | Астробал, Вилербан Гледаоци: 0 Судије: Хуан Карлос Гарсија, Марћин Ковалски, Себастјен Кливаз |  |
| 11. 11. 2020. 20:45 Извештај | Поени: Фриман 14 Скокови: Фал 7 Асистенције: Дио 6 Индекс: Јабуселе, Лајти 15 |       | Лојд 29 Тери 7 Волден 5 Волден 32 |                   | Астробал, Вилербан Гледаоци: 0 Судије: Хуан Карлос Гарсија, Марћин Ковалски, Себастјен Кливаз |  |

| 22. 10. 2020. 20:45 Извештај |                                                                                   | Црвена звезда МТС | 86 : 84                                    | ЦСКА Москва | Хала Пионир, Београд Гледаоци: 0 Судије: Луиђи Ламоника, Хуан Карлос Гарсија, Артурас Сукис |  |
| 22. 10. 2020. 20:45 Извештај | Четвртине: 18:20, 17:23, 11:8, 27:22, 13:11                                       |                   |                                            |             | Хала Пионир, Београд Гледаоци: 0 Судије: Луиђи Ламоника, Хуан Карлос Гарсија, Артурас Сукис |  |
| 22. 10. 2020. 20:45 Извештај | Поени: Лојд 31 Скокови: Јагодић Куриџа, Лојд 6 Асистенције: Хол 6 Индекс: Лојд 25 |                   | Хакет 29 Фојтман, Хакет 5 Џејмс 8 Хакет 39 |             | Хала Пионир, Београд Гледаоци: 0 Судије: Луиђи Ламоника, Хуан Карлос Гарсија, Артурас Сукис |  |

| 30. 10. 2020. 18:00 Извештај |                                                                            | Химки | 83 : 77                                     | Црвена звезда МТС | Арена Митишчи, Москва Гледаоци: 0 Судије: Сретен Радовић, Пјотр Пастусјак, Роберт Виклицки |  |
| 30. 10. 2020. 18:00 Извештај | Четвртине: 19:22, 25:18, 14:17, 25:20                                      |       |                                             |                   | Арена Митишчи, Москва Гледаоци: 0 Судије: Сретен Радовић, Пјотр Пастусјак, Роберт Виклицки |  |
| 30. 10. 2020. 18:00 Извештај | Поени: Маколум 23 Скокови: Мики 11 Асистенције: Швед 12 Индекс: Маколум 25 |       | Лојд 18 Лојд 7 Лојд, Рочести, Хол 3 Лојд 21 |                   | Арена Митишчи, Москва Гледаоци: 0 Судије: Сретен Радовић, Пјотр Пастусјак, Роберт Виклицки |  |

| 6. 11. 2020. 20:30 Извештај |                                                                                             | Бајерн Минхен | 74 : 59                              | Црвена звезда МТС | Ауди дом, Минхен Гледаоци: 0 Судије: Петри Мантила, Емилио Перез, Томаш Травицки |  |
| 6. 11. 2020. 20:30 Извештај | Четвртине: 18:14, 15:17, 22:20, 19:8                                                        |               |                                      |                   | Ауди дом, Минхен Гледаоци: 0 Судије: Петри Мантила, Емилио Перез, Томаш Травицки |  |
| 6. 11. 2020. 20:30 Извештај | Поени: Болдвин IV, Вејлер Баб 15 Скокови: Рејнолдс 11 Асистенције: Шишко 5 Индекс: Лучић 17 |               | О’Брајант 17 Тери 6 Лојд 3 Волден 16 |                   | Ауди дом, Минхен Гледаоци: 0 Судије: Петри Мантила, Емилио Перез, Томаш Травицки |  |

| 13. 11. 2020. 19:00 Извештај |                                                                                         | Црвена звезда МТС | 67 : 73                                    | Реал Мадрид | Хала Пионир, Београд Гледаоци: 0 Судије: Христос Христодулу, Емин Могулкоч, Амит Балак |  |
| 13. 11. 2020. 19:00 Извештај | Четвртине: 26:21, 16:15, 11:23, 14:14                                                   |                   |                                            |             | Хала Пионир, Београд Гледаоци: 0 Судије: Христос Христодулу, Емин Могулкоч, Амит Балак |  |
| 13. 11. 2020. 19:00 Извештај | Поени: Лојд 22 Скокови: О’Брајант 8 Асистенције: Давидовац, Лојд, Хол 3 Индекс: Лојд 20 |                   | Томпкинс 14 3 играча 6 Абалде 6 Рандолф 16 |             | Хала Пионир, Београд Гледаоци: 0 Судије: Христос Христодулу, Емин Могулкоч, Амит Балак |  |

| 18. 11. 2020. 20:45 Извештај |                                                                                           | Армани ексчејнџ Олимпија М. | 79 : 87                       | Црвена звезда МТС | Медиоланум Форум, Милано Гледаоци: 0 Судије: Матеј Болтаузер, Жозеф Бисанг, Петри Мантила |  |
| 18. 11. 2020. 20:45 Извештај | Четвртине: 23:18, 21:30, 16:18, 19:21                                                     |                             |                               |                   | Медиоланум Форум, Милано Гледаоци: 0 Судије: Матеј Болтаузер, Жозеф Бисанг, Петри Мантила |  |
| 18. 11. 2020. 20:45 Извештај | Поени: Мицов 13 Скокови: Делејни, Мицов, Хајнс 3 Асистенције: Родригез 5 Индекс: Мицов 14 |                             | Лојд 17 Тери 7 Лојд 5 Лојд 24 |                   | Медиоланум Форум, Милано Гледаоци: 0 Судије: Матеј Болтаузер, Жозеф Бисанг, Петри Мантила |  |

| 20. 11. 2020. 21:00 Извештај |                                                                               | Барселона | 76 : 65                               | Црвена звезда МТС | Дворана Блауграна, Барселона Гледаоци: 0 Судије: Луиђи Ламоника, Ане Пантер, Гитис Вилијус |  |
| 20. 11. 2020. 21:00 Извештај | Четвртине: 19:6, 20:16, 22:22, 15:21                                          |           |                                       |                   | Дворана Блауграна, Барселона Гледаоци: 0 Судије: Луиђи Ламоника, Ане Пантер, Гитис Вилијус |  |
| 20. 11. 2020. 21:00 Извештај | Поени: Миротић 23 Скокови: Ориола 5 Асистенције: Калатес 8 Индекс: Миротић 31 |           | Давидовац 12 Тери 6 Рочести 5 Тери 13 |                   | Дворана Блауграна, Барселона Гледаоци: 0 Судије: Луиђи Ламоника, Ане Пантер, Гитис Вилијус |  |

| 26. 11. 2020. 19:00 Извештај |                                                                                  | Црвена звезда МТС | 64 : 75                                 | Анадолу Ефес | Хала Пионир, Београд Гледаоци: 0 Судије: Мигел Анхел Перез, Спирос Контас, Амит Балак |  |
| 26. 11. 2020. 19:00 Извештај | Четвртине: 14:16, 22:24, 14:27, 14:8                                             |                   |                                         |              | Хала Пионир, Београд Гледаоци: 0 Судије: Мигел Анхел Перез, Спирос Контас, Амит Балак |  |
| 26. 11. 2020. 19:00 Извештај | Поени: Волден 14 Скокови: Кузмић 8 Асистенције: Лојд 4 Индекс: Волден, Кузмић 14 |                   | Ларкин 18 Моерман 9 Ларкин 5 Моерман 27 |              | Хала Пионир, Београд Гледаоци: 0 Судије: Мигел Анхел Перез, Спирос Контас, Амит Балак |  |

| 3. 12. 2020. 20:05 Извештај |                                                                                | Макаби Платика | 81 : 76                            | Црвена звезда МТС | Менора Мивташим арена, Тел Авив Гледаоци: 0 Судије: Данијел Јерезуело, Фернандо Роха, Артем Лаврухин |  |
| 3. 12. 2020. 20:05 Извештај | Четвртине: 23:20, 18:18, 15:17, 25:21                                          |                |                                    |                   | Менора Мивташим арена, Тел Авив Гледаоци: 0 Судије: Данијел Јерезуело, Фернандо Роха, Артем Лаврухин |  |
| 3. 12. 2020. 20:05 Извештај | Поени: Вилбекин 23 Скокови: Хантер 10 Асистенције: Џоунс 5 Индекс: Вилбекин 26 |                | Лојд 24 О’Брајант 8 Лојд 5 Лојд 25 |                   | Менора Мивташим арена, Тел Авив Гледаоци: 0 Судије: Данијел Јерезуело, Фернандо Роха, Артем Лаврухин |  |

| 10. 12. 2020. 19:00 Извештај |                                                                             | Црвена звезда МТС | 79 : 81                                     | Олимпијакос | Хала Пионир, Београд Гледаоци: 0 Судије: Дамир Јавор, Кармело Патернико, Жорди Алијага |  |
| 10. 12. 2020. 19:00 Извештај | Четвртине: 30:16, 15:21, 16:25, 18:19                                       |                   |                                             |             | Хала Пионир, Београд Гледаоци: 0 Судије: Дамир Јавор, Кармело Патернико, Жорди Алијага |  |
| 10. 12. 2020. 19:00 Извештај | Поени: О’Брајант 16 Скокови: 4 играча 4 Асистенције: Лојд 5 Индекс: Лојд 16 |                   | Принтезис 16 Мартин 6 Слукас 7 Принтезис 18 |             | Хала Пионир, Београд Гледаоци: 0 Судије: Дамир Јавор, Кармело Патернико, Жорди Алијага |  |

| 15. 12. 2020. 19:00 Извештај |                                                                           | Црвена звезда МТС | 84 : 90                           | АЛБА Берлин | Хала Пионир, Београд Гледаоци: 0 Судије: Борис Рижик, Карлос Перуга, Артурас Сукис |  |
| 15. 12. 2020. 19:00 Извештај | Четвртине: 16:15, 21:19, 20:14, 19:28, 8:14                               |                   |                                   |             | Хала Пионир, Београд Гледаоци: 0 Судије: Борис Рижик, Карлос Перуга, Артурас Сукис |  |
| 15. 12. 2020. 19:00 Извештај | Поени: Лојд 21 Скокови: О’Брајант 9 Асистенције: Волден 5 Индекс: Лојд 17 |                   | Ло 21 Олинде 7 Ло, Сива 6 Сива 26 |             | Хала Пионир, Београд Гледаоци: 0 Судије: Борис Рижик, Карлос Перуга, Артурас Сукис |  |

| 18. 12. 2020. 19:00 Извештај |                                                                                            | Црвена звезда МТС | 76 : 73                                               | Валенсија | Хала Пионир, Београд Гледаоци: 0 Судије: Луиђи Ламоника, Марћин Ковалски, Амит Балак |  |
| 18. 12. 2020. 19:00 Извештај | Четвртине: 20:22, 25:14, 12:21, 19:16                                                      |                   |                                                       |           | Хала Пионир, Београд Гледаоци: 0 Судије: Луиђи Ламоника, Марћин Ковалски, Амит Балак |  |
| 18. 12. 2020. 19:00 Извештај | Поени: Лојд 20 Скокови: Давидовац, Кузмић 5 Асистенције: Лојд 6 Индекс: Лојд, О’Брајант 18 |                   | Лабејри, Препелич 15 Лабејри 6 Хермансон 5 Лабејри 23 |           | Хала Пионир, Београд Гледаоци: 0 Судије: Луиђи Ламоника, Марћин Ковалски, Амит Балак |  |

| 22. 12. 2020. 18:00 Извештај |                                                                                    | Зенит Санкт Петербург | 98 : 69                                                                         | Црвена звезда МТС | Сибур арена, Санкт Петербург Гледаоци: 0 Судије: Сретен Радовић, Емин Могулкоч, Жорди Алијага |  |
| 22. 12. 2020. 18:00 Извештај | Четвртине: 30:12, 18:25, 21:17, 29:15                                              |                       |                                                                                 |                   | Сибур арена, Санкт Петербург Гледаоци: 0 Судије: Сретен Радовић, Емин Могулкоч, Жорди Алијага |  |
| 22. 12. 2020. 18:00 Извештај | Поени: Риверс 23 Скокови: Риверс, Томас 4 Асистенције: Поњитка 6 Индекс: Риверс 26 |                       | О’Брајант 13 О’Брајант, Симоновић 3 Волден, Давидовац, Ускоковић 2 О’Брајант 12 |                   | Сибур арена, Санкт Петербург Гледаоци: 0 Судије: Сретен Радовић, Емин Могулкоч, Жорди Алијага |  |

| 30. 12. 2020. 19:00 Извештај |                                                                            | Црвена звезда МТС | 74 : 71                                                | Панатинаикос ОПАП | Хала Пионир, Београд Гледаоци: 0 Судије: Мигел Анхел Перез, Кармело Патернико, Сефи Шемеш |  |
| 30. 12. 2020. 19:00 Извештај | Четвртине: 22:15, 26:22, 9:9, 17:25                                        |                   |                                                        |                   | Хала Пионир, Београд Гледаоци: 0 Судије: Мигел Анхел Перез, Кармело Патернико, Сефи Шемеш |  |
| 30. 12. 2020. 19:00 Извештај | Поени: Волден 17 Скокови: Кузмић 7 Асистенције: Волден 5 Индекс: Волден 15 |                   | Папапетру 20 Каселакис, Папајанис 5 Мек 5 Папапетру 15 |                   | Хала Пионир, Београд Гледаоци: 0 Судије: Мигел Анхел Перез, Кармело Патернико, Сефи Шемеш |  |

| 7. 1. 2021. 19:00 Извештај |                                                                                     | Црвена звезда МТС | 71 : 73                                  | Фенербахче Беко | Хала Пионир, Београд Гледаоци: 0 Судије: Христос Христодулу, Фернандо Роха, Роберт Виклицки |  |
| 7. 1. 2021. 19:00 Извештај | Четвртине: 22:18, 17:20, 14:15, 18:20                                               |                   |                                          |                 | Хала Пионир, Београд Гледаоци: 0 Судије: Христос Христодулу, Фернандо Роха, Роберт Виклицки |  |
| 7. 1. 2021. 19:00 Извештај | Поени: О’Брајант 17 Скокови: О’Брајант 10 Асистенције: Колом 5 Индекс: О’Брајант 30 |                   | Браун, Пјер 13 Гудурић 8 Браун 4 Пјер 19 |                 | Хала Пионир, Београд Гледаоци: 0 Судије: Христос Христодулу, Фернандо Роха, Роберт Виклицки |  |

| 18. 1. 2021. 19:00 Извештај |                                                                                           | Реал Мадрид | 77 : 79                               | Црвена звезда МТС | Визинк центар, Мадрид Гледаоци: 0 Судије: Христос Христодулу, Гитис Вилијус, Уже Тепеније |  |
| 18. 1. 2021. 19:00 Извештај | Четвртине: 21:23, 19:22, 18:21, 19:13                                                     |             |                                       |                   | Визинк центар, Мадрид Гледаоци: 0 Судије: Христос Христодулу, Гитис Вилијус, Уже Тепеније |  |
| 18. 1. 2021. 19:00 Извештај | Поени: Фернандез 11 Скокови: Таварес 9 Асистенције: Лапровитола 10 Индекс: Лапровитола 18 |             | Волден 18 Кузмић 9 Добрић 3 Добрић 21 |                   | Визинк центар, Мадрид Гледаоци: 0 Судије: Христос Христодулу, Гитис Вилијус, Уже Тепеније |  |

| 15. 1. 2021. 21:00 Извештај |                                                                               | Валенсија | 91 : 71                                               | Црвена звезда МТС | Арена Фуенте Сан Луис, Валенсија Гледаоци: 0 Судије: Борис Рижик, Елијас Коромилас, Аре Халико |  |
| 15. 1. 2021. 21:00 Извештај | Четвртине: 27:15, 22:27, 19:15, 23:14                                         |           |                                                       |                   | Арена Фуенте Сан Луис, Валенсија Гледаоци: 0 Судије: Борис Рижик, Елијас Коромилас, Аре Халико |  |
| 15. 1. 2021. 21:00 Извештај | Поени: Лабејри 16 Скокови: Тоби 5 Асистенције: Калинић 7 Индекс: Ван Росом 21 |           | О’Брајант 21 Хол 4 Јагодић Куриџа 6 Јагодић Куриџа 14 |                   | Арена Фуенте Сан Луис, Валенсија Гледаоци: 0 Судије: Борис Рижик, Елијас Коромилас, Аре Халико |  |

| 22. 1. 2021. 19:00 Извештај |                                                                                         | Црвена звезда МТС | 60 : 72                                          | Барселона | Хала Пионир, Београд Гледаоци: 0 Судије: Роберт Лотермозер, Марћин Ковалски, Микеле Роси |  |
| 22. 1. 2021. 19:00 Извештај | Четвртине: 11:21, 20:14, 14:22, 15:15                                                   |                   |                                                  |           | Хала Пионир, Београд Гледаоци: 0 Судије: Роберт Лотермозер, Марћин Ковалски, Микеле Роси |  |
| 22. 1. 2021. 19:00 Извештај | Поени: Добрић 11 Скокови: О’Брајант 8 Асистенције: Колом 4 Индекс: Волден, Давидовац 11 |                   | Хигинс 14 Миротић 8 Калатес 5 Калатес, Ориола 17 |           | Хала Пионир, Београд Гледаоци: 0 Судије: Роберт Лотермозер, Марћин Ковалски, Микеле Роси |  |

| 26. 1. 2021. 17:00 Извештај |                                                                             | Анадолу Ефес | 86 : 72                                         | Црвена звезда МТС | Синан Ердем Дом, Истанбул Гледаоци: 0 Судије: Хуан Карлос Гарсија, Јакуб Замојски, Артем Лаврухин |  |
| 26. 1. 2021. 17:00 Извештај | Четвртине: 29:13, 27:22, 19:17, 11:20                                       |              |                                                 |                   | Синан Ердем Дом, Истанбул Гледаоци: 0 Судије: Хуан Карлос Гарсија, Јакуб Замојски, Артем Лаврухин |  |
| 26. 1. 2021. 17:00 Извештај | Поени: Ларкин 23 Скокови: Моерман 10 Асистенције: Симон 6 Индекс: Ларкин 24 |              | Давидовац, Добрић 12 Рит 6 Колом 6 Давидовац 17 |                   | Синан Ердем Дом, Истанбул Гледаоци: 0 Судије: Хуан Карлос Гарсија, Јакуб Замојски, Артем Лаврухин |  |

| 29. 1. 2021. 20:45 Извештај |                                                                                          | Црвена звезда МТС | 78 : 81                      | Асвел | Хала Пионир, Београд Гледаоци: 0 Судије: Данијел Јерезуело, Фернандо Роха, Кристапс Константиновс |  |
| 29. 1. 2021. 20:45 Извештај | Четвртине: 23:25, 15:20, 18:12, 22:24                                                    |                   |                              |       | Хала Пионир, Београд Гледаоци: 0 Судије: Данијел Јерезуело, Фернандо Роха, Кристапс Константиновс |  |
| 29. 1. 2021. 20:45 Извештај | Поени: Волден, Добрић 17 Скокови: Кузмић 7 Асистенције: Волден, Лојд 3 Индекс: Волден 22 |                   | Кол 22 Фал 5 Лакомб 6 Кол 25 |       | Хала Пионир, Београд Гледаоци: 0 Судије: Данијел Јерезуело, Фернандо Роха, Кристапс Константиновс |  |

| 23. 2. 2021. 19:00 Извештај |                                                                              | Жалгирис | 75 : 62                                                 | Црвена звезда МТС | Жалгирис арена, Каунас Гледаоци: 0 Судије: Мехди Дифала, Емилио Перез, Раин Перанди |  |
| 23. 2. 2021. 19:00 Извештај | Четвртине: 22:26, 18:18, 20:14, 15:4                                         |          |                                                         |                   | Жалгирис арена, Каунас Гледаоци: 0 Судије: Мехди Дифала, Емилио Перез, Раин Перанди |  |
| 23. 2. 2021. 19:00 Извештај | Поени: Григонис 17 Скокови: Рубит 8 Асистенције: Вокап 7 Индекс: Григонис 24 |          | Лојд, Симоновић 16 Добрић, Кузмић 5 Давидовац 5 Лојд 17 |                   | Жалгирис арена, Каунас Гледаоци: 0 Судије: Мехди Дифала, Емилио Перез, Раин Перанди |  |

| 19. 2. 2021. 20:45 Извештај |                                                                           | Црвена звезда МТС | 75 : 76                                 | Зенит Санкт Петербург | Хала Пионир, Београд Гледаоци: 0 Судије: Христос Христодулу, Роберт Виклицки, Саулијус Рацис |  |
| 19. 2. 2021. 20:45 Извештај | Четвртине: 16:22, 20:26, 20:13, 19:15                                     |                   |                                         |                       | Хала Пионир, Београд Гледаоци: 0 Судије: Христос Христодулу, Роберт Виклицки, Саулијус Рацис |  |
| 19. 2. 2021. 20:45 Извештај | Поени: Лојд 21 Скокови: Кузмић 9 Асистенције: Ускоковић 6 Индекс: Лојд 20 |                   | Пангос 25 Гудаитис 6 Пангос 7 Пангос 25 |                       | Хала Пионир, Београд Гледаоци: 0 Судије: Христос Христодулу, Роберт Виклицки, Саулијус Рацис |  |

| 26. 2. 2021. 19:00 Извештај |                                                                         | ТД системс Басконија | 87 : 67                                      | Црвена звезда МТС | Фернандо Буеса арена, Виторија Гледаоци: 0 Судије: Борис Рижик, Кармело Патернико, Уже Тепеније |  |
| 26. 2. 2021. 19:00 Извештај | Четвртине: 21:16, 27:11, 18:21, 21:19                                   |                      |                                              |                   | Фернандо Буеса арена, Виторија Гледаоци: 0 Судије: Борис Рижик, Кармело Патернико, Уже Тепеније |  |
| 26. 2. 2021. 19:00 Извештај | Поени: Фал 20 Скокови: Полонара 8 Асистенције: Пјерија 6 Индекс: Фал 23 |                      | Лојд 14 Кузмић 7 Лојд, Ускоковић 3 Волден 14 |                   | Фернандо Буеса арена, Виторија Гледаоци: 0 Судије: Борис Рижик, Кармело Патернико, Уже Тепеније |  |

| 2. 3. 2021. 20:45 Извештај |                                                                                 | Црвена звезда МТС | 76 : 78                                            | Бајерн Минхен | Хала Пионир, Београд Гледаоци: 0 Судије: Хуан Карлос Гарсија, Артурас Сукис, Серхио Силва |  |
| 2. 3. 2021. 20:45 Извештај | Четвртине: 10:15, 25:16, 22:19, 19:28                                           |                   |                                                    |               | Хала Пионир, Београд Гледаоци: 0 Судије: Хуан Карлос Гарсија, Артурас Сукис, Серхио Силва |  |
| 2. 3. 2021. 20:45 Извештај | Поени: Лојд 26 Скокови: Добрић, Лојд 6 Асистенције: Ускоковић 3 Индекс: Лојд 24 |                   | Болдвин IV 27 Лучић, Џонсон 4 Сили 4 Болдвин IV 23 |               | Хала Пионир, Београд Гледаоци: 0 Судије: Хуан Карлос Гарсија, Артурас Сукис, Серхио Силва |  |

| 5. 3. 2021. 20:00 Извештај |                                                                                       | Олимпијакос | 94 : 79                                 | Црвена звезда МТС | Дворана мира и пријатељства, Пиреј Гледаоци: 0 Судије: Данијел Јерезуело, Јакуб Замојски, Синан Исгундер |  |
| 5. 3. 2021. 20:00 Извештај | Четвртине: 30:19, 23:29, 22:19, 19:12                                                 |             |                                         |                   | Дворана мира и пријатељства, Пиреј Гледаоци: 0 Судије: Данијел Јерезуело, Јакуб Замојски, Синан Исгундер |  |
| 5. 3. 2021. 20:00 Извештај | Поени: Макисик 20 Скокови: Елис 7 Асистенције: Слукас, Спанулис 7 Индекс: Везенков 26 |             | Симоновић 19 Лазић 5 Хол 7 Симоновић 14 |                   | Дворана мира и пријатељства, Пиреј Гледаоци: 0 Судије: Данијел Јерезуело, Јакуб Замојски, Синан Исгундер |  |

| 11. 3. 2021. 20:45 Извештај |                                                                    | Црвена звезда МТС | 92 : 81                                         | Химки | Хала Пионир, Београд Гледаоци: 0 Судије: Ане Пантер, Емилио Перез, Роберт Виклицки |  |
| 11. 3. 2021. 20:45 Извештај | Четвртине: 8:15, 26:23, 28:22, 30:21                               |                   |                                                 |       | Хала Пионир, Београд Гледаоци: 0 Судије: Ане Пантер, Емилио Перез, Роберт Виклицки |  |
| 11. 3. 2021. 20:45 Извештај | Поени: Лојд 22 Скокови: Лојд 4 Асистенције: Лојд 6 Индекс: Лојд 27 |                   | Маколум 29 Маколум, Мики 7 Маколум 6 Маколум 33 |       | Хала Пионир, Београд Гледаоци: 0 Судије: Ане Пантер, Емилио Перез, Роберт Виклицки |  |

| 19. 3. 2021. 20:00 Извештај |                                                                                                | Панатинаикос ОПАП | 82 : 86                                    | Црвена звезда МТС | Олимпијска дворана Никос Галис, Атина Гледаоци: 0 Судије: Борис Рижик, Микеле Роси, Жорди Алијага |  |
| 19. 3. 2021. 20:00 Извештај | Четвртине: 23:17, 17:23, 19:20, 23:26                                                          |                   |                                            |                   | Олимпијска дворана Никос Галис, Атина Гледаоци: 0 Судије: Борис Рижик, Микеле Роси, Жорди Алијага |  |
| 19. 3. 2021. 20:00 Извештај | Поени: Сант Рос 21 Скокови: Папајанис 8 Асистенције: Папапетру, Сант Рос 4 Индекс: Сант Рос 26 |                   | Лојд 27 Кузмић, Симоновић 5 Лојд 5 Лојд 30 |                   | Олимпијска дворана Никос Галис, Атина Гледаоци: 0 Судије: Борис Рижик, Микеле Роси, Жорди Алијага |  |

| 25. 3. 2021. 18:00 Извештај |                                                                           | ЦСКА Москва | 87 : 72                                               | Црвена звезда МТС | Мегаспорт арена, Москва Гледаоци: 4.402 Судије: Фернандо Роха, Елијас Коромилас, Микеле Роси |  |
| 25. 3. 2021. 18:00 Извештај | Четвртине: 31:19, 19:20, 21:20, 16:13                                     |             |                                                       |                   | Мегаспорт арена, Москва Гледаоци: 4.402 Судије: Фернандо Роха, Елијас Коромилас, Микеле Роси |  |
| 25. 3. 2021. 18:00 Извештај | Поени: Шенгелија 16 Скокови: Ерик 8 Асистенције: Џејмс 4 Индекс: Хакет 24 |             | Давидовац 20 Ноко 10 Волден, Давидовац 3 Давидовац 21 |                   | Мегаспорт арена, Москва Гледаоци: 4.402 Судије: Фернандо Роха, Елијас Коромилас, Микеле Роси |  |

| 30. 3. 2021. 19:00 Извештај |                                                                         | Црвена звезда МТС | 72 : 93                                | Армани ексчејнџ Олимпија М. | Хала Пионир, Београд Гледаоци: 0 Судије: Роберт Лотермозер, Хуан Карлос Гарсија, Артем Лаврухин |  |
| 30. 3. 2021. 19:00 Извештај | Четвртине: 12:22, 24:25, 15:28, 21:18                                   |                   |                                        |                             | Хала Пионир, Београд Гледаоци: 0 Судије: Роберт Лотермозер, Хуан Карлос Гарсија, Артем Лаврухин |  |
| 30. 3. 2021. 19:00 Извештај | Поени: Лојд 22 Скокови: Давидовац 6 Асистенције: Лојд 3 Индекс: Лојд 23 |                   | Пантер 23 Лидеј 5 Родригез 8 Пантер 23 |                             | Хала Пионир, Београд Гледаоци: 0 Судије: Роберт Лотермозер, Хуан Карлос Гарсија, Артем Лаврухин |  |

| 1. 4. 2021. 20:45 Извештај |                                                                                | Црвена звезда МТС | 76 : 64                           | Макаби Платика | Хала Пионир, Београд Гледаоци: 0 Судије: Мигел Анхел Перез, Гитис Вилијус, Марћин Ковалски |  |
| 1. 4. 2021. 20:45 Извештај | Четвртине: 15:21, 18:13, 20:11, 23:19                                          |                   |                                   |                | Хала Пионир, Београд Гледаоци: 0 Судије: Мигел Анхел Перез, Гитис Вилијус, Марћин Ковалски |  |
| 1. 4. 2021. 20:45 Извештај | Поени: Лојд 21 Скокови: Ноко, Симоновић 11 Асистенције: Лојд 4 Индекс: Лојд 23 |                   | Дорси 14 Жижић 6 Џоунс 5 Дорси 16 |                | Хала Пионир, Београд Гледаоци: 0 Судије: Мигел Анхел Перез, Гитис Вилијус, Марћин Ковалски |  |

| 8. 4. 2021. 20:00 Извештај |                                                                                  | АЛБА Берлин | 81 : 58                                                 | Црвена звезда МТС | Мерцедес-Бенц арена, Берлин Гледаоци: 0 Судије: Борис Рижик, Емилио Перез, Мехди Дифала |  |
| 8. 4. 2021. 20:00 Извештај | Четвртине: 24:22, 25:8, 17:16, 15:12                                             |             |                                                         |                   | Мерцедес-Бенц арена, Берлин Гледаоци: 0 Судије: Борис Рижик, Емилио Перез, Мехди Дифала |  |
| 8. 4. 2021. 20:00 Извештај | Поени: Сива 17 Скокови: Фонтекио 6 Асистенције: Грејнџер, Сива 8 Индекс: Сива 21 |             | Симоновић 12 Ноко 11 Лазић, Ускоковић 3 Кузмић, Ноко 12 |                   | Мерцедес-Бенц арена, Берлин Гледаоци: 0 Судије: Борис Рижик, Емилио Перез, Мехди Дифала |  |

## Јадранска лига

### Први део такмичења
|    | Тим                   | Игр. | Поб. | Изг. | П+   | П-   | П+/- | Бод |
| -- | --------------------- | ---- | ---- | ---- | ---- | ---- | ---- | --- |
| 1  | Црвена звезда МТС     | 26   | 23   | 3    | 2064 | 1694 | +370 | 49  |
| 2  | Будућност ВОЛИ        | 26   | 22   | 4    | 2056 | 1811 | +245 | 48  |
| 4  | Морнар Бар            | 26   | 19   | 7    | 2056 | 1890 | +176 | 45  |
| 3  | Игокеа                | 26   | 19   | 7    | 1973 | 1846 | +127 | 45  |
| 5  | Цедевита Олимпија     | 26   | 18   | 8    | 2116 | 1947 | +169 | 44  |
| 6  | Мега Сокербет         | 26   | 14   | 12   | 1996 | 1955 | +41  | 40  |
| 7  | Партизан НИС          | 26   | 13   | 13   | 2003 | 1903 | +100 | 39  |
| 8  | ФМП                   | 26   | 11   | 15   | 2049 | 2135 | -86  | 37  |
| 9  | Цибона                | 26   | 10   | 16   | 1897 | 1998 | -101 | 36  |
| 10 | Задар                 | 26   | 9    | 17   | 1804 | 1923 | -119 | 35  |
| 11 | Борац Чачак           | 26   | 8    | 18   | 1919 | 1978 | -59  | 34  |
| 12 | Крка                  | 26   | 8    | 18   | 1748 | 1938 | -190 | 34  |
| 13 | Сплит КО              | 26   | 8    | 18   | 1816 | 1969 | -153 | 34  |
| 14 | Копер Приморска (-26) | 26   | 0    | 26   | 0    | 520  | -520 | 0   |

Легенда:
| 5. 10. 2020. 18:00 Извештај |                                                                                  | Цибона | 66 : 104                        | Црвена звезда МТС | Кошаркашки центар Дражен Петровић, Загреб Гледаоци: 400 Судије: Саша Пукл, Сашо Петек, Милан Недовић |  |
| 5. 10. 2020. 18:00 Извештај | Четвртине: 11:33, 17:31, 15:20, 23:20                                            |        |                                 |                   | Кошаркашки центар Дражен Петровић, Загреб Гледаоци: 400 Судије: Саша Пукл, Сашо Петек, Милан Недовић |  |
| 5. 10. 2020. 18:00 Извештај | Поени: Дрежњак 16 Скокови: Бундовић 4 Асистенције: Дрежњак 4 Индекс: Бундовић 17 |        | Волден 19 Рит 6 Хол 9 Волден 23 |                   | Кошаркашки центар Дражен Петровић, Загреб Гледаоци: 400 Судије: Саша Пукл, Сашо Петек, Милан Недовић |  |

| 11. 10. 2020. 17:00 Извештај |                                                                                      | Борац Чачак | 64 : 95                                     | Црвена звезда МТС | Хала Борца крај Мораве, Чачак Гледаоци: 0 Судије: Илија Белошевић, Марко Пецељ, Александар Милојевић |  |
| 11. 10. 2020. 17:00 Извештај | Четвртине: 13:23, 18:23, 21:25, 12:24                                                |             |                                             |                   | Хала Борца крај Мораве, Чачак Гледаоци: 0 Судије: Илија Белошевић, Марко Пецељ, Александар Милојевић |  |
| 11. 10. 2020. 17:00 Извештај | Поени: Џоунс 16 Скокови: Гавриловић 7 Асистенције: Кочовић, Џоунс 3 Индекс: Џоунс 17 |             | Лојд 21 Јагодић Куриџа, Рит 6 Хол 7 Лојд 26 |                   | Хала Борца крај Мораве, Чачак Гледаоци: 0 Судије: Илија Белошевић, Марко Пецељ, Александар Милојевић |  |

| 18. 10. 2020. 20:00 Извештај |                                                                                        | Црвена звезда МТС | 93 : 82                                  | Морнар Бар | Хала Пионир, Београд Гледаоци: 0 Судије: Сретен Радовић, Томислав Хордов, Томислав Вовк |  |
| 18. 10. 2020. 20:00 Извештај | Четвртине: 24:23, 22:13, 21:11, 26:15                                                  |                   |                                          |            | Хала Пионир, Београд Гледаоци: 0 Судије: Сретен Радовић, Томислав Хордов, Томислав Вовк |  |
| 18. 10. 2020. 20:00 Извештај | Поени: Лојд 16 Скокови: Симоновић, Тери 7 Асистенције: Лојд, Рочести 7 Индекс: Лојд 23 |                   | Пулен 12 Нидам 6 Нидам 8 Нидам, Пулен 10 |            | Хала Пионир, Београд Гледаоци: 0 Судије: Сретен Радовић, Томислав Хордов, Томислав Вовк |  |

| 25. 10. 2020. 12:00 Извештај |                                                                                  | Мега Сокербет | 73 : 76                                                      | Црвена звезда МТС | Хала спортова Нови Београд, Београд Гледаоци: 0 Судије: Илија Белошевић, Марко Јурас, Крунослав Пеић |  |
| 25. 10. 2020. 12:00 Извештај | Четвртине: 18:24, 17:16, 18:15, 20:21                                            |               |                                                              |                   | Хала спортова Нови Београд, Београд Гледаоци: 0 Судије: Илија Белошевић, Марко Јурас, Крунослав Пеић |  |
| 25. 10. 2020. 12:00 Извештај | Поени: Петрушев 22 Скокови: Петрушев 11 Асистенције: Тепић 8 Индекс: Петрушев 24 |               | Лојд 19 Волден, Јагодић Куриџа, Кузмић 5 Лојд, Хол 4 Лојд 22 |                   | Хала спортова Нови Београд, Београд Гледаоци: 0 Судије: Илија Белошевић, Марко Јурас, Крунослав Пеић |  |

| 2. 11. 2020. 18:00 Извештај |                                                                               | Црвена звезда МТС | 88 : 62                             | Крка | Хала Пионир, Београд Гледаоци: 0 Судије: Лука Кардум, Иван Стефановић, Гордан Терлевић |  |
| 2. 11. 2020. 18:00 Извештај | Четвртине: 18:15, 26:14, 23:17, 21:16                                         |                   |                                     |      | Хала Пионир, Београд Гледаоци: 0 Судије: Лука Кардум, Иван Стефановић, Гордан Терлевић |  |
| 2. 11. 2020. 18:00 Извештај | Поени: Добрић 14 Скокови: О’Брајант 6 Асистенције: Волден 5 Индекс: Волден 19 |                   | Врабац 13 Барич 6 Барич 7 Врабац 18 |      | Хала Пионир, Београд Гледаоци: 0 Судије: Лука Кардум, Иван Стефановић, Гордан Терлевић |  |

| 8. 11. 2020. 17:00 Извештај |  | Копер Приморска | 0 : 20 | Црвена звезда МТС | Дворана Бонифика, Копар |  |

| 15. 11. 2020. 19:00 Извештај |                                                                                  | Црвена звезда МТС | 78 : 76                                      | Сплит КО | Хала Пионир, Београд Гледаоци: 0 Судије: Миливоје Јовчић, Матеј Шпендл, Едо Јавор |  |
| 15. 11. 2020. 19:00 Извештај | Четвртине: 18:24, 20:18, 22:17, 18:17                                            |                   |                                              |          | Хала Пионир, Београд Гледаоци: 0 Судије: Миливоје Јовчић, Матеј Шпендл, Едо Јавор |  |
| 15. 11. 2020. 19:00 Извештај | Поени: О’Брајант 18 Скокови: Давидовац 7 Асистенције: Хол 7 Индекс: О’Брајант 18 |                   | Луковић 25 Вранковић 12 Месичек 5 Луковић 29 |          | Хала Пионир, Београд Гледаоци: 0 Судије: Миливоје Јовчић, Матеј Шпендл, Едо Јавор |  |

| 23. 11. 2020. 21:00 Извештај |                                                                                       | Партизан НИС | 85 : 86                        | Црвена звезда МТС | Хала спортова Ранко Жеравица, Београд Гледаоци: 0 Судије: Сретен Радовић, Матеј Болтаузер, Сашо Петек |  |
| 23. 11. 2020. 21:00 Извештај | Четвртине: 19:22, 21:28, 25:24, 20:12                                                 |              |                                |                   | Хала спортова Ранко Жеравица, Београд Гледаоци: 0 Судије: Сретен Радовић, Матеј Болтаузер, Сашо Петек |  |
| 23. 11. 2020. 21:00 Извештај | Поени: Томас 19 Скокови: Мозли, Томас 6 Асистенције: Гордић 6 Индекс: Мозли, Томас 24 |              | Лојд 18 Тери 9 Хол 5 Волден 14 |                   | Хала спортова Ранко Жеравица, Београд Гледаоци: 0 Судије: Сретен Радовић, Матеј Болтаузер, Сашо Петек |  |

| 6. 12. 2020. 18:00 Извештај |                                                                                       | Црвена звезда МТС | 65 : 67                                  | Будућност ВОЛИ | Хала Пионир, Београд Гледаоци: 0 Судије: Саша Пукл, Томислав Хордов, Јосип Радојковић |  |
| 6. 12. 2020. 18:00 Извештај | Четвртине: 20:17, 19:27, 16:12, 10:11                                                 |                   |                                          |                | Хала Пионир, Београд Гледаоци: 0 Судије: Саша Пукл, Томислав Хордов, Јосип Радојковић |  |
| 6. 12. 2020. 18:00 Извештај | Поени: Давидовац 13 Скокови: Давидовац 10 Асистенције: Рочести 3 Индекс: Давидовац 24 |                   | Ивановић 20 Рид 5 Ивановић 3 Ивановић 18 |                | Хала Пионир, Београд Гледаоци: 0 Судије: Саша Пукл, Томислав Хордов, Јосип Радојковић |  |

| 12. 12. 2020. 12:00 Извештај |                                                                                  | ФМП | 75 : 111                                             | Црвена звезда МТС | Дворана Железник, Београд Гледаоци: 0 Судије: Игор Драгојевић, Томислав Вовк, Енрад Каровић |  |
| 12. 12. 2020. 12:00 Извештај | Четвртине: 19:30, 19:31, 25:28, 12:22                                            |     |                                                      |                   | Дворана Железник, Београд Гледаоци: 0 Судије: Игор Драгојевић, Томислав Вовк, Енрад Каровић |  |
| 12. 12. 2020. 12:00 Извештај | Поени: Лазаревић 15 Скокови: Ненадић 6 Асистенције: Чарапић 6 Индекс: Чарапић 19 |     | Добрић 21 Давидовац, Кузмић 5 Ускоковић 10 Добрић 25 |                   | Дворана Железник, Београд Гледаоци: 0 Судије: Игор Драгојевић, Томислав Вовк, Енрад Каровић |  |

| 14. 4. 2021. 18:00 Извештај |                                                                                | Црвена звезда МТС | 82 : 81                                  | Цедевита Олимпија | Хала Пионир, Београд Гледаоци: 0 Судије: Урош Николић, Милан Недовић, Драган Поробић |  |
| 14. 4. 2021. 18:00 Извештај | Четвртине: 24:24, 28:27, 17:14, 13:16                                          |                   |                                          |                   | Хала Пионир, Београд Гледаоци: 0 Судије: Урош Николић, Милан Недовић, Драган Поробић |  |
| 14. 4. 2021. 18:00 Извештај | Поени: Лојд 19 Скокови: Кузмић 7 Асистенције: Волден 7 Индекс: Волден, Лојд 19 |                   | Пери 19 Браун 9 Блажич, Рупник 5 Пери 16 |                   | Хала Пионир, Београд Гледаоци: 0 Судије: Урош Николић, Милан Недовић, Драган Поробић |  |

| 26. 12. 2020. 17:00 Извештај |                                                                     | Игокеа | 85 : 65                                                   | Црвена звезда МТС | Спортска дворана Лакташи, Лакташи Гледаоци: 0 Судије: Матеј Болтаузер, Милош Кољеншић, Марио Мајкић |  |
| 26. 12. 2020. 17:00 Извештај | Четвртине: 25:16, 25:12, 21:15, 14:22                               |        |                                                           |                   | Спортска дворана Лакташи, Лакташи Гледаоци: 0 Судије: Матеј Болтаузер, Милош Кољеншић, Марио Мајкић |  |
| 26. 12. 2020. 17:00 Извештај | Поени: Кармајкл 14 Скокови: Пот 5 Асистенције: Пот 6 Индекс: Пот 16 |        | Волден, Добрић 10 Кузмић 10 Волден, Ускоковић 4 Кузмић 16 |                   | Спортска дворана Лакташи, Лакташи Гледаоци: 0 Судије: Матеј Болтаузер, Милош Кољеншић, Марио Мајкић |  |

| 2. 1. 2021. 19:00 Извештај |                                                                                             | Црвена звезда МТС | 81 : 66                                           | Задар | Хала Пионир, Београд Гледаоци: 0 Судије: Илија Белошевић, Урош Николић, Бојан Круљац |  |
| 2. 1. 2021. 19:00 Извештај | Четвртине: 22:16, 21:12, 25:22, 13:16                                                       |                   |                                                   |       | Хала Пионир, Београд Гледаоци: 0 Судије: Илија Белошевић, Урош Николић, Бојан Круљац |  |
| 2. 1. 2021. 19:00 Извештај | Поени: Волден, Добрић 12 Скокови: О’Брајант 8 Асистенције: Волден, Колом 6 Индекс: Колом 20 |                   | Бурсаћ 15 Онуаку 12 Јунаковић, Џастис 4 Онуаку 20 |       | Хала Пионир, Београд Гледаоци: 0 Судије: Илија Белошевић, Урош Николић, Бојан Круљац |  |

| 16. 3. 2021. 18:00 Извештај |                                                                                          | Црвена звезда МТС | 85 : 63                                     | Цибона | Хала Пионир, Београд Гледаоци: 0 Судије: Марио Мајкић, Милош Кољеншић, Радош Савовић |  |
| 16. 3. 2021. 18:00 Извештај | Четвртине: 21:10, 20:18, 16:12, 28:23                                                    |                   |                                             |        | Хала Пионир, Београд Гледаоци: 0 Судије: Марио Мајкић, Милош Кољеншић, Радош Савовић |  |
| 16. 3. 2021. 18:00 Извештај | Поени: Лојд 25 Скокови: Раданов 6 Асистенције: Јагодић Куриџа, Раданов 6 Индекс: Лојд 24 |                   | Пркачин 13 Пркачин 10 3 играча 3 Пркачин 15 |        | Хала Пионир, Београд Гледаоци: 0 Судије: Марио Мајкић, Милош Кољеншић, Радош Савовић |  |

| 17. 2. 2021. 18:00 Извештај |                                                                                      | Црвена звезда МТС | 83 : 63                                     | Борац Чачак | Хала Пионир, Београд Гледаоци: 0 Судије: Миливоје Јовчић, Урош Обркнежевић, Александар Милојевић |  |
| 17. 2. 2021. 18:00 Извештај | Четвртине: 23:16, 15:17, 23:14, 22:16                                                |                   |                                             |             | Хала Пионир, Београд Гледаоци: 0 Судије: Миливоје Јовчић, Урош Обркнежевић, Александар Милојевић |  |
| 17. 2. 2021. 18:00 Извештај | Поени: Лојд 17 Скокови: Кузмић 11 Асистенције: Давидовац 6 Индекс: Јагодић Куриџа 20 |                   | Тодоровић 13 Неранџић 8 Џоунс 8 Неранџић 14 |             | Хала Пионир, Београд Гледаоци: 0 Судије: Миливоје Јовчић, Урош Обркнежевић, Александар Милојевић |  |

| 24. 1. 2021. 19:00 Извештај |                                                                             | Морнар Бар | 78 : 86                                    | Црвена звезда МТС | Спортска дворана Тополица, Бар Гледаоци: 0 Судије: Саша Пукл, Сашо Петек, Јосип Радојковић |  |
| 24. 1. 2021. 19:00 Извештај | Четвртине: 22:25, 15:15, 24:24, 17:22                                       |            |                                            |                   | Спортска дворана Тополица, Бар Гледаоци: 0 Судије: Саша Пукл, Сашо Петек, Јосип Радојковић |  |
| 24. 1. 2021. 19:00 Извештај | Поени: Вајтхед 19 Скокови: Нидам 6 Асистенције: Гордић 6 Индекс: Вајтхед 18 |            | Добрић 20 Лазић, Ноко 7 Волден 4 Добрић 20 |                   | Спортска дворана Тополица, Бар Гледаоци: 0 Судије: Саша Пукл, Сашо Петек, Јосип Радојковић |  |

| 1. 2. 2021. 18:00 Извештај |                                                                        | Црвена звезда МТС | 92 : 85                                                | Мега Сокербет | Хала Пионир, Београд Гледаоци: 0 Судије: Сретен Радовић, Лука Кардум, Крунослав Пеић |  |
| 1. 2. 2021. 18:00 Извештај | Четвртине: 28:24, 21:22, 25:20, 18:19                                  |                   |                                                        |               | Хала Пионир, Београд Гледаоци: 0 Судије: Сретен Радовић, Лука Кардум, Крунослав Пеић |  |
| 1. 2. 2021. 18:00 Извештај | Поени: Лојд 29 Скокови: Ноко 9 Асистенције: Хол 7 Индекс: Лојд, Хол 22 |                   | Петрушев 22 Симоновић, Тепић 10 Казалон 5 Симоновић 23 |               | Хала Пионир, Београд Гледаоци: 0 Судије: Сретен Радовић, Лука Кардум, Крунослав Пеић |  |

| 20. 4. 2021. 18:30 Извештај | | Крка | 57 : 98                               | Црвена звезда МТС | Спортска дворана Леон Штукељ, Ново Место Гледаоци: 0 Судије: Илија Белошевић, Миливоје Јовчић, Томислав Вовк |  |
| 20. 4. 2021. 18:30 Извештај | Четвртине: 9:24, 13:31, 19:20, 16:23                                                                 |      |                                       |                   | Спортска дворана Леон Штукељ, Ново Место Гледаоци: 0 Судије: Илија Белошевић, Миливоје Јовчић, Томислав Вовк |  |
| 20. 4. 2021. 18:30 Извештај | Поени: Врабац, Стипчевић 10 Скокови: 3 играча 3 Асистенције: Стергар, Стипчевић 10 Индекс: Врабац 17 |      | Симоновић 15 Рит 6 Хол 6 Симоновић 24 |                   | Спортска дворана Леон Штукељ, Ново Место Гледаоци: 0 Судије: Илија Белошевић, Миливоје Јовчић, Томислав Вовк |  |

| 26. 2. 2021. Извештај |  | Црвена звезда МТС | 20 : 0 | Копер Приморска | Хала Пионир, Београд |  |

| 8. 3. 2021. 21:00 Извештај |                                                                                       | Сплит КО | 60 : 71                                        | Црвена звезда МТС | Спортски центар Грипе, Сплит Гледаоци: 0 Судије: Дамир Јавор, Марио Мајкић, Едо Јавор |  |
| 8. 3. 2021. 21:00 Извештај | Четвртине: 17:18, 15:15, 17:21, 11:17                                                 |          |                                                |                   | Спортски центар Грипе, Сплит Гледаоци: 0 Судије: Дамир Јавор, Марио Мајкић, Едо Јавор |  |
| 8. 3. 2021. 21:00 Извештај | Поени: Кеџо, Луковић 12 Скокови: Луковић, Марић 9 Асистенције: Укић 6 Индекс: Укић 17 |          | Волден 24 Давидовац, Добрић 9 Лојд 5 Добрић 24 |                   | Спортски центар Грипе, Сплит Гледаоци: 0 Судије: Дамир Јавор, Марио Мајкић, Едо Јавор |  |

| 14. 3. 2021. 19:30 Извештај |                                                                  | Црвена звезда МТС | 73 : 64                               | Партизан НИС | Хала Пионир, Београд Гледаоци: 0 Судије: Саша Пукл, Игор Драгојевић, Сашо Петек |  |
| 14. 3. 2021. 19:30 Извештај | Четвртине: 15:14, 26:20, 16:16, 16:14                            |                   |                                       |              | Хала Пионир, Београд Гледаоци: 0 Судије: Саша Пукл, Игор Драгојевић, Сашо Петек |  |
| 14. 3. 2021. 19:30 Извештај | Поени: Рит 15 Скокови: Рит 7 Асистенције: Лојд 6 Индекс: Лојд 18 |                   | Томас 17 Томас 14 Јанковић 4 Томас 26 |              | Хала Пионир, Београд Гледаоци: 0 Судије: Саша Пукл, Игор Драгојевић, Сашо Петек |  |

| 21. 3. 2021. 20:00 Извештај |                                                                    | Будућност ВОЛИ | 83 : 63                                 | Црвена звезда МТС | Спортски центар Морача, Подгорица Гледаоци: 0 Судије: Сретен Радовић, Матеј Болтаузер, Милан Недовић |  |
| 21. 3. 2021. 20:00 Извештај | Четвртине: 24:12, 19:20, 24:14, 16:17                              |                |                                         |                   | Спортски центар Морача, Подгорица Гледаоци: 0 Судије: Сретен Радовић, Матеј Болтаузер, Милан Недовић |  |
| 21. 3. 2021. 20:00 Извештај | Поени: Еџим 18 Скокови: Еџим 6 Асистенције: Кобс 6 Индекс: Кобс 22 |                | Волден 17 3 играча 3 Волден 4 Волден 16 |                   | Спортски центар Морача, Подгорица Гледаоци: 0 Судије: Сретен Радовић, Матеј Болтаузер, Милан Недовић |  |

| 27. 3. 2021. 19:00 Извештај |                                                                                           | Црвена звезда МТС | 101 : 71                                   | ФМП | Хала Пионир, Београд Гледаоци: 0 Судије: Драган Поробић, Иван Стефановић, Александар Милојевић |  |
| 27. 3. 2021. 19:00 Извештај | Четвртине: 35:27, 28:20, 17:4, 21:20                                                      |                   |                                            |     | Хала Пионир, Београд Гледаоци: 0 Судије: Драган Поробић, Иван Стефановић, Александар Милојевић |  |
| 27. 3. 2021. 19:00 Извештај | Поени: Лојд 18 Скокови: Добрић 7 Асистенције: Давидовац, Ускоковић 6 Индекс: Давидовац 22 |                   | Ненадић 20 Ђорђевић 5 Ненадић 3 Ненадић 20 |     | Хала Пионир, Београд Гледаоци: 0 Судије: Драган Поробић, Иван Стефановић, Александар Милојевић |  |

| 18. 4. 2021. 17:00 Извештај |                                                                      | Цедевита Олимпија | 72 : 89                                       | Црвена звезда МТС | Арена Стожице, Љубљана Гледаоци: 0 Судије: Томислав Хордов, Јосип Радојковић, Гордан Терлевић |  |
| 18. 4. 2021. 17:00 Извештај | Четвртине: 23:20, 9:24, 24:19, 16:26                                 |                   |                                               |                   | Арена Стожице, Љубљана Гледаоци: 0 Судије: Томислав Хордов, Јосип Радојковић, Гордан Терлевић |  |
| 18. 4. 2021. 17:00 Извештај | Поени: Пери 29 Скокови: Џоунс 6 Асистенције: Браун 4 Индекс: Пери 28 |                   | Добрић 26 Лојд, Ноко 5 Лојд 4 Добрић, Лојд 27 |                   | Арена Стожице, Љубљана Гледаоци: 0 Судије: Томислав Хордов, Јосип Радојковић, Гордан Терлевић |  |

| 11. 4. 2021. 17:00 Извештај |                                                                       | Црвена звезда МТС | 69 : 66                                  | Игокеа | Хала Пионир, Београд Гледаоци: 0 Судије: Игор Драгојевић, Милош Кољеншић, Денис Хаџић |  |
| 11. 4. 2021. 17:00 Извештај | Четвртине: 19:22, 11:20, 13:7, 26:17                                  |                   |                                          |        | Хала Пионир, Београд Гледаоци: 0 Судије: Игор Драгојевић, Милош Кољеншић, Денис Хаџић |  |
| 11. 4. 2021. 17:00 Извештај | Поени: Лојд 18 Скокови: Ноко 11 Асистенције: Добрић 3 Индекс: Лојд 20 |                   | Клемонс 16 Јошило 8 Клемонс 4 Клемонс 13 |        | Хала Пионир, Београд Гледаоци: 0 Судије: Игор Драгојевић, Милош Кољеншић, Денис Хаџић |  |

| 27. 4. 2021. 18:00 Извештај |                                                                                   | Задар | 70 : 90                                   | Црвена звезда МТС | Дворана Крешимир Ћосић, Задар Гледаоци: 0 Судије: Игор Драгојевић, Милош Кољеншић, Радош Савовић |  |
| 27. 4. 2021. 18:00 Извештај | Четвртине: 18:36, 17:18, 16:14, 19:22                                             |       |                                           |                   | Дворана Крешимир Ћосић, Задар Гледаоци: 0 Судије: Игор Драгојевић, Милош Кољеншић, Радош Савовић |  |
| 27. 4. 2021. 18:00 Извештај | Поени: Картер 13 Скокови: пет играча 3 Асистенције: Јунаковић 4 Индекс: Картер 16 |       | Волден, Лојд 16 Ноко 9 Волден 6 Волден 22 |                   | Дворана Крешимир Ћосић, Задар Гледаоци: 0 Судије: Игор Драгојевић, Милош Кољеншић, Радош Савовић |  |

### Разигравање за титулу (Плеј-оф)

#### Полуфинале
| 3. 5. 2021. 18:30 | Извештај | Црвена звезда МТС                                                                  | 76 : 61 | Игокеа                                 | Хала Пионир, Београд Гледаоци: нема података Судије: Саша Пукл, Милош Кољеншић, Марио Мајкић |  |
| 3. 5. 2021. 18:30 | Извештај | Четвртине: 20:20, 19:22, 17:13, 20:6                                               |         |                                        | Хала Пионир, Београд Гледаоци: нема података Судије: Саша Пукл, Милош Кољеншић, Марио Мајкић |  |
| 3. 5. 2021. 18:30 | Извештај | Поени: Лојд 21 Скокови: Добрић, Ноко 9 Асистенције: три играча 3 Индекс: Волден 20 |         | Атић 15 Јовановић 5 Кармајкл 5 Атић 16 | Хала Пионир, Београд Гледаоци: нема података Судије: Саша Пукл, Милош Кољеншић, Марио Мајкић |  |
| 3. 5. 2021. 18:30 | Извештај | 1 : 0                                                                              |         |                                        | Хала Пионир, Београд Гледаоци: нема података Судије: Саша Пукл, Милош Кољеншић, Марио Мајкић |  |

| 7. 5. 2021. 18:30 | Извештај | Игокеа                                                                                 | 81 : 68 | Црвена звезда МТС                      | Спортска дворана Лакташи, Александровац Гледаоци: нема података Судије: Сретен Радовић, Томаслав Хордов, Игор Драгојевић |  |
| 7. 5. 2021. 18:30 | Извештај | Четвртине: 23:13, 22:18, 20:17, 16:20                                                  |         |                                        | Спортска дворана Лакташи, Александровац Гледаоци: нема података Судије: Сретен Радовић, Томаслав Хордов, Игор Драгојевић |  |
| 7. 5. 2021. 18:30 | Извештај | Поени: Клемонс 18 Скокови: Илић 6 Асистенције: четири играча 2 Индекс: Клемонс, Пот 19 |         | Добрић 17 Ноко 8 Валден 6 Давидовац 15 | Спортска дворана Лакташи, Александровац Гледаоци: нема података Судије: Сретен Радовић, Томаслав Хордов, Игор Драгојевић |  |
| 7. 5. 2021. 18:30 | Извештај | 1 : 1                                                                                  |         |                                        | Спортска дворана Лакташи, Александровац Гледаоци: нема података Судије: Сретен Радовић, Томаслав Хордов, Игор Драгојевић |  |

| 11. 5. 2021. 18:30 | Извештај | Црвена звезда МТС                                                                 | 76 : 53 | Игокеа                                | Хала Пионир, Београд Гледаоци: 383 Судије: Илија Белошевић, Матеј Болтаузер, Сашо Петек |  |
| 11. 5. 2021. 18:30 | Извештај | Четвртине: 24:12, 24:23, 9:16, 19:2                                               |         |                                       | Хала Пионир, Београд Гледаоци: 383 Судије: Илија Белошевић, Матеј Болтаузер, Сашо Петек |  |
| 11. 5. 2021. 18:30 | Извештај | Поени: Давидовац 22 Скокови: Давидовац 8 Асистенције: Лојд 5 Индекс: Давидовац 33 |         | Клемонс 15 Јошило 6 Атић 4 Клемонс 19 | Хала Пионир, Београд Гледаоци: 383 Судије: Илија Белошевић, Матеј Болтаузер, Сашо Петек |  |
| 11. 5. 2021. 18:30 | Извештај | 2 : 1                                                                             |         |                                       | Хала Пионир, Београд Гледаоци: 383 Судије: Илија Белошевић, Матеј Болтаузер, Сашо Петек |  |

#### Финале
| 16. 5. 2021. 18:30 | Извештај | Црвена звезда МТС                                                            | 82 : 78 | Будућност ВОЛИ                   | Хала Пионир, Београд Гледаоци: 987 Судије: Саша Пукл, Томислав Хордов, Јосип Радојковић |  |
| 16. 5. 2021. 18:30 | Извештај | Четвртине: 20:20, 24:18, 19:17, 19:23                                        |         |                                  | Хала Пионир, Београд Гледаоци: 987 Судије: Саша Пукл, Томислав Хордов, Јосип Радојковић |  |
| 16. 5. 2021. 18:30 | Извештај | Поени: Добрић, Лојд 23 Скокови: Кузмић 10 Асистенције: Хол 7 Индекс: Лојд 23 |         | Рид 26 Рид 10 Ивановић 10 Рид 35 | Хала Пионир, Београд Гледаоци: 987 Судије: Саша Пукл, Томислав Хордов, Јосип Радојковић |  |
| 16. 5. 2021. 18:30 | Извештај | 1 : 0                                                                        |         |                                  | Хала Пионир, Београд Гледаоци: 987 Судије: Саша Пукл, Томислав Хордов, Јосип Радојковић |  |

| 18. 5. 2021. 20:30 | Извештај | Црвена звезда МТС                                                      | 85 : 79 | Будућност ВОЛИ                          | Хала Пионир, Београд Гледаоци: 1.375 Судије: Илија Белошевић, Милош Кољеншић, Милан Недовић |  |
| 18. 5. 2021. 20:30 | Извештај | Четвртине: 30:17, 25:24, 8:29, 22:9                                    |         |                                         | Хала Пионир, Београд Гледаоци: 1.375 Судије: Илија Белошевић, Милош Кољеншић, Милан Недовић |  |
| 18. 5. 2021. 20:30 | Извештај | Поени: Добрић 27 Скокови: Ноко 7 Асистенције: Лојд 6 Индекс: Добрић 27 |         | Николић 26 Рид 11 Ивановић 5 Николић 30 | Хала Пионир, Београд Гледаоци: 1.375 Судије: Илија Белошевић, Милош Кољеншић, Милан Недовић |  |
| 18. 5. 2021. 20:30 | Извештај | 2 : 0                                                                  |         |                                         | Хала Пионир, Београд Гледаоци: 1.375 Судије: Илија Белошевић, Милош Кољеншић, Милан Недовић |  |

| 22. 5. 2021. 20:30 | Извештај | Будућност ВОЛИ                                                                     | 75 : 71 | Црвена звезда МТС              | Спортски центар Морача, Подгорица Гледаоци: нема података Судије: Дамир Јавор, Матеј Болтаузер, Сретен Радовић |  |
| 22. 5. 2021. 20:30 | Извештај | Четвртине: 15:19, 20:13, 16:15, 24:24                                              |         |                                | Спортски центар Морача, Подгорица Гледаоци: нема података Судије: Дамир Јавор, Матеј Болтаузер, Сретен Радовић |  |
| 22. 5. 2021. 20:30 | Извештај | Поени: Дела Вале 19 Скокови: Николић 8 Асистенције: Ивановић 6 Индекс: Ивановић 19 |         | Лојд 19 Ноко 11 Лојд 7 Ноко 17 | Спортски центар Морача, Подгорица Гледаоци: нема података Судије: Дамир Јавор, Матеј Болтаузер, Сретен Радовић |  |
| 22. 5. 2021. 20:30 | Извештај | 1 : 2                                                                              |         |                                | Спортски центар Морача, Подгорица Гледаоци: нема података Судије: Дамир Јавор, Матеј Болтаузер, Сретен Радовић |  |

| 24. 5. 2021. 20:30 | Извештај | Будућност ВОЛИ                                                        | 81 : 80 | Црвена звезда МТС                 | Спортски центар Морача, Подгорица Гледаоци: нема података Судије: Саша Пукл, Урош Николић, Сашо Петек |  |
| 24. 5. 2021. 20:30 | Извештај | Четвртине: 19:23, 20:19, 19:21, 23:17                                 |         |                                   | Спортски центар Морача, Подгорица Гледаоци: нема података Судије: Саша Пукл, Урош Николић, Сашо Петек |  |
| 24. 5. 2021. 20:30 | Извештај | Поени: Кобс 22 Скокови: Николић 9 Асистенције: Кобс 7 Индекс: Кобс 29 |         | Лојд 23 Ноко 7 Добрић 6 Добрић 17 | Спортски центар Морача, Подгорица Гледаоци: нема података Судије: Саша Пукл, Урош Николић, Сашо Петек |  |
| 24. 5. 2021. 20:30 | Извештај | 2 : 2                                                                 |         |                                   | Спортски центар Морача, Подгорица Гледаоци: нема података Судије: Саша Пукл, Урош Николић, Сашо Петек |  |

| 28. 5. 2021. | Извештај | Црвена звезда МТС                                                           | 67 : 60 | Будућност ВОЛИ                        | Хала Пионир, Београд Гледаоци: 4.235 Судије: Томислав Хордов, Јосип Радојковић, Милан Недовић |  |
| 28. 5. 2021. | Извештај | Четвртине: 15:14, 18:14, 20:21, 14:11                                       |         |                                       | Хала Пионир, Београд Гледаоци: 4.235 Судије: Томислав Хордов, Јосип Радојковић, Милан Недовић |  |
| 28. 5. 2021. | Извештај | Поени: Ноко 17 Скокови: Ноко 12 Асистенције: Добрић, Лојд 4 Индекс: Ноко 28 |         | Кобс 21 Митровић 9 Ивановић 8 Кобс 26 | Хала Пионир, Београд Гледаоци: 4.235 Судије: Томислав Хордов, Јосип Радојковић, Милан Недовић |  |
| 28. 5. 2021. | Извештај | 3 : 2                                                                       |         |                                       | Хала Пионир, Београд Гледаоци: 4.235 Судије: Томислав Хордов, Јосип Радојковић, Милан Недовић |  |

## Суперлига Србије

### Четвртфинале
| 31. 5. 2021. 18:00 | Извештај | Црвена звезда МТС                                                                    | 74 : 56 | Златибор                                    | Хала Пионир, Београд Гледаоци: нема података Судије: Илија Белошевић, Марко Пецељ, Душко Седлар |  |
| 31. 5. 2021. 18:00 | Извештај | Четвртине: 29:12, 14:16, 19:14, 12:14                                                |         |                                             | Хала Пионир, Београд Гледаоци: нема података Судије: Илија Белошевић, Марко Пецељ, Душко Седлар |  |
| 31. 5. 2021. 18:00 | Извештај | Поени: Раданов 12 Скокови: Давидовац 8 Асистенције: Ускоковић 6 Индекс: Давидовац 16 |         | Протић 11 Миљанић 8 три играча 3 Миљанић 11 | Хала Пионир, Београд Гледаоци: нема података Судије: Илија Белошевић, Марко Пецељ, Душко Седлар |  |
| 31. 5. 2021. 18:00 | Извештај | 1 : 0                                                                                |         |                                             | Хала Пионир, Београд Гледаоци: нема података Судије: Илија Белошевић, Марко Пецељ, Душко Седлар |  |

| 1. 6. 2021. 18:00 | Извештај | Златибор                                                                      | 68 : 91 | Црвена звезда МТС                            | Спортска хала КСЦ, Чајетина Гледаоци: нема података Судије: Александар Глишић, Александар Милојевић, Драган Матић |  |
| 1. 6. 2021. 18:00 | Извештај | Четвртине: 13:21, 19:26, 19:18, 17:26                                         |         |                                              | Спортска хала КСЦ, Чајетина Гледаоци: нема података Судије: Александар Глишић, Александар Милојевић, Драган Матић |  |
| 1. 6. 2021. 18:00 | Извештај | Поени: Кутлешић 14 Скокови: Ризнић 7 Асистенције: Миљанић 5 Индекс: Ризнић 14 |         | Добрић 21 три играча 5 Ускоковић 4 Добрић 22 | Спортска хала КСЦ, Чајетина Гледаоци: нема података Судије: Александар Глишић, Александар Милојевић, Драган Матић |  |
| 1. 6. 2021. 18:00 | Извештај | 0 : 2                                                                         |         |                                              | Спортска хала КСЦ, Чајетина Гледаоци: нема података Судије: Александар Глишић, Александар Милојевић, Драган Матић |  |

### Полуфинале
| 4. 6. 2021. 17:30 | Извештај | Црвена звезда МТС                                                     | 101 : 70 | Борац Чачак                                         | Хала Пионир, Београд Гледаоци: нема података Судије: Илија Белошевић, Радош Арсенијевић, Марко Пецељ |  |
| 4. 6. 2021. 17:30 | Извештај | Четвртине: 27:18, 21:18, 21:17, 32:17                                 |          |                                                     | Хала Пионир, Београд Гледаоци: нема података Судије: Илија Белошевић, Радош Арсенијевић, Марко Пецељ |  |
| 4. 6. 2021. 17:30 | Извештај | Поени: Рит 17 Скокови: Добрић 8 Асистенције: Раданов 6 Индекс: Рит 24 |          | Кочовић 14 Неранџић, Новаковић 6 Лопез 5 Кочовић 14 | Хала Пионир, Београд Гледаоци: нема података Судије: Илија Белошевић, Радош Арсенијевић, Марко Пецељ |  |
| 4. 6. 2021. 17:30 | Извештај | 1 : 0                                                                 |          |                                                     | Хала Пионир, Београд Гледаоци: нема података Судије: Илија Белошевић, Радош Арсенијевић, Марко Пецељ |  |

| 6. 6. 2021. 20:00 | Извештај | Борац Чачак                                                                                        | 57 : 80 | Црвена звезда МТС                          | Хала Борца крај Мораве, Чачак Гледаоци: нема података Судије: Урош Николић, Синиша Прпа, Иван Стефановић |  |
| 6. 6. 2021. 20:00 | Извештај | Четвртине: 8:19, 23:27, 13:15, 13:19                                                               |         |                                            | Хала Борца крај Мораве, Чачак Гледаоци: нема података Судије: Урош Николић, Синиша Прпа, Иван Стефановић |  |
| 6. 6. 2021. 20:00 | Извештај | Поени: Гавриловић, Ћурчић 10 Скокови: Тодоровић 6 Асистенције: Лакић, Тодоровић 3 Индекс: Лакић 11 |         | Добрић 16 Добрић 9 Добрић, Хол 5 Добрић 24 | Хала Борца крај Мораве, Чачак Гледаоци: нема података Судије: Урош Николић, Синиша Прпа, Иван Стефановић |  |
| 6. 6. 2021. 20:00 | Извештај | 0 : 2                                                                                              |         |                                            | Хала Борца крај Мораве, Чачак Гледаоци: нема података Судије: Урош Николић, Синиша Прпа, Иван Стефановић |  |

### Финале
| 9. 6. 2021. 20:00 | Извештај | Црвена звезда МТС                                                                | 98 : 69 | Мега Сокербет                           | Хала Пионир, Београд Гледаоци: 478 Судије: Илија Белошевић, Урош Обркнежевић, Александар Глишић |  |
| 9. 6. 2021. 20:00 | Извештај | Поени: Добрић 20 Скокови: Добрић, Кузмић 6 Асистенције: Хол 6 Индекс: Раданов 18 |         | Казалон 16 Казалон 5 Новак 6 Казалон 16 | Хала Пионир, Београд Гледаоци: 478 Судије: Илија Белошевић, Урош Обркнежевић, Александар Глишић |  |
| 9. 6. 2021. 20:00 | Извештај | 1 : 0                                                                            |         |                                         | Хала Пионир, Београд Гледаоци: 478 Судије: Илија Белошевић, Урош Обркнежевић, Александар Глишић |  |

| 11. 6. 2021. 20:00 | Извештај | Мега Сокербет                                                                       | 86 : 79 | Црвена звезда МТС                | Спортска хала Мега фактори, Београд Гледаоци: 150 Судије: Миливоје Јовчић, Урош Обркнежевић, Владимир Јевтовић |  |
| 11. 6. 2021. 20:00 | Извештај | Четвртине: 35:17, 10:29, 20:12, 21:21                                               |         |                                  | Спортска хала Мега фактори, Београд Гледаоци: 150 Судије: Миливоје Јовчић, Урош Обркнежевић, Владимир Јевтовић |  |
| 11. 6. 2021. 20:00 | Извештај | Поени: Симоновић 19 Скокови: Симоновић 20 Асистенције: Новак 7 Индекс: Симоновић 26 |         | Добрић 31 Ноко 9 Хол 6 Добрић 33 | Спортска хала Мега фактори, Београд Гледаоци: 150 Судије: Миливоје Јовчић, Урош Обркнежевић, Владимир Јевтовић |  |
| 11. 6. 2021. 20:00 | Извештај | 1 : 1                                                                               |         |                                  | Спортска хала Мега фактори, Београд Гледаоци: 150 Судије: Миливоје Јовчић, Урош Обркнежевић, Владимир Јевтовић |  |

| 13. 6. 2021. 20:30 | Извештај | Црвена звезда МТС                                                | 77 : 65 | Мега Сокербет                                            | Хала Пионир, Београд Гледаоци: 3.732 Судије: Илија Белошевић, Миливоје Јовчић, Александар Глишић |  |
| 13. 6. 2021. 20:30 | Извештај | Четвртине: 21:24, 23:12, 13:14, 20:15                            |         |                                                          | Хала Пионир, Београд Гледаоци: 3.732 Судије: Илија Белошевић, Миливоје Јовчић, Александар Глишић |  |
| 13. 6. 2021. 20:30 | Извештај | Поени: Хол 24 Скокови: Ноко 11 Асистенције: Хол 4 Индекс: Хол 23 |         | Петрушев, Симоновић 15 Симоновић 10 Новак 6 Симоновић 25 | Хала Пионир, Београд Гледаоци: 3.732 Судије: Илија Белошевић, Миливоје Јовчић, Александар Глишић |  |
| 13. 6. 2021. 20:30 | Извештај | 2 : 1                                                            |         |                                                          | Хала Пионир, Београд Гледаоци: 3.732 Судије: Илија Белошевић, Миливоје Јовчић, Александар Глишић |  |

## Куп Радивоја Кораћа
Жреб парова Купа Радивоја Кораћа 2021. обављен је 3. фебруара 2021. године у Београду. Домаћин турнира био је Нови Сад у периоду од 11. до 14. фебруара 2021. године, а сви мечеви су одиграни у СПЕНС-у.

### Четвртфинале
| 11. 2. 2021. 21:00 | Извештај | Црвена звезда МТС                                                                   | 108 : 47 | СПД Раднички                        | Велика дворана СПЕНС-а, Нови Сад Гледаоци: 0 Судије: Синиша Прпа, Немања Нинковић, Петар Глишић |  |
| 11. 2. 2021. 21:00 | Извештај | Четвртине: 22:13, 27:12, 30:13, 29:9                                                |          |                                     | Велика дворана СПЕНС-а, Нови Сад Гледаоци: 0 Судије: Синиша Прпа, Немања Нинковић, Петар Глишић |  |
| 11. 2. 2021. 21:00 | Извештај | Поени: Лазић 17 Скокови: Јагодић Куриџа 8 Асистенције: Ускоковић 6 Индекс: Лазић 23 |          | Думић 19 Поповић 8 Думић 4 Думић 21 | Велика дворана СПЕНС-а, Нови Сад Гледаоци: 0 Судије: Синиша Прпа, Немања Нинковић, Петар Глишић |  |

### Полуфинале
| 13. 2. 2021. 21:00 | Извештај | Партизан НИС                                                                 | 78 : 79 | Црвена звезда МТС                               | Велика дворана СПЕНС-а, Нови Сад Гледаоци: 0 Судије: Илија Белошевић, Миливоје Јовчић, Урош Николић |  |
| 13. 2. 2021. 21:00 | Извештај | Четвртине: 27:22, 19:18, 12:15, 20:24                                        |         |                                                 | Велика дворана СПЕНС-а, Нови Сад Гледаоци: 0 Судије: Илија Белошевић, Миливоје Јовчић, Урош Николић |  |
| 13. 2. 2021. 21:00 | Извештај | Поени: Јарамаз 18 Скокови: Томас 7 Асистенције: Јарамаз 9 Индекс: Јарамаз 28 |         | Лојд 24 Кузмић 7 Давидовац, Ускоковић 3 Лојд 24 | Велика дворана СПЕНС-а, Нови Сад Гледаоци: 0 Судије: Илија Белошевић, Миливоје Јовчић, Урош Николић |  |

### Финале
| 14. 2. 2021. 21:00 | Извештај | Мега Сокербет                                                                   | 60 : 73 | Црвена звезда МТС                                                       | Велика дворана СПЕНС-а, Нови Сад Гледаоци: 0 Судије: Илија Белошевић, Миливоје Јовчић, Урош Обркнежевић |  |
| 14. 2. 2021. 21:00 | Извештај | Четвртине: 21:19, 19:17, 8:17, 12:20                                            |         |                                                                         | Велика дворана СПЕНС-а, Нови Сад Гледаоци: 0 Судије: Илија Белошевић, Миливоје Јовчић, Урош Обркнежевић |  |
| 14. 2. 2021. 21:00 | Извештај | Поени: Петрушев 21 Скокови: Симоновић 7 Асистенције: Смит 6 Индекс: Петрушев 21 |         | Давидовац, О’Брајант 14 Јагодић Куриџа 11 Давидовац 6 Јагодић Куриџа 21 | Велика дворана СПЕНС-а, Нови Сад Гледаоци: 0 Судије: Илија Белошевић, Миливоје Јовчић, Урош Обркнежевић |  |

## Појединачне награде
- Најкориснији играч кола Евролиге:
  -  Џордан Лојд (2. коло, индекс 34)[37]
- Најкориснији играч плеј-офа Јадранске лиге:[38]
  -  Ландри Ноко
- Идеална стартна петорка Јадранске лиге:[39]
  -  Џордан Лојд
- Набољи одбрамбени играч Јадранске лиге:[40]
  -  Бранко Лазић
- Најкориснији играч кола Јадранске лиге:[41]
  -  Џордан Лојд (4. коло, индекс 22)
  -  Огњен Добрић (10. коло, индекс 25)
  -  Дејан Давидовац (3. коло полуфинала плеј-офа, индекс 33)
  -  Џордан Лојд (1. коло финала плеј-офа, индекс 23)
  -  Огњен Добрић (2. коло финала плеј-офа, индекс 27)
  -  Ландри Ноко (5. коло финала плеј-офа, индекс 28)
- Најкориснији играч финала Суперлиге Србије:
  -  Огњен Добрић[42]
- Најкориснији играч финала Купа Радивоја Кораћа:
  -  Марко Јагодић Куриџа[43]

## Појединачне статистике

### Евролига
Извор
| #  | Играч                | У  | М       | П    | 2П         | 3П        | СБ        | СН  | СО  | А   | УЛ  | ИЛ  | Б  | БП | ЛГ  | ИЛГ | И    |
| -- | -------------------- | -- | ------- | ---- | ---------- | --------- | --------- | --- | --- | --- | --- | --- | -- | -- | --- | --- | ---- |
| 00 | Џони О’Брајант       | 16 | 331:06  | 180  | 52 / 104   | 12 / 37   | 40 / 54   | 16  | 67  | 22  | 10  | 40  | 5  | 3  | 40  | 51  | 177  |
| 0  | Тејлор Рочести       | 9  | 101:28  | 35   | 9 / 16     | 5 / 11    | 2 / 2     | 2   | 4   | 18  | 0   | 9   | 1  | 1  | 9   | 4   | 32   |
| 1  | Лангстон Хол         | 21 | 340:36  | 109  | 32 / 77    | 12 / 29   | 9 / 9     | 11  | 22  | 58  | 17  | 37  | 2  | 6  | 44  | 16  | 86   |
| 2  | Кори Волден          | 30 | 700:44  | 314  | 54 / 117   | 41 / 105  | 83 / 99   | 10  | 43  | 69  | 27  | 56  | 3  | 11 | 87  | 129 | 298  |
| 3  | Џордан Лојд          | 29 | 793:08  | 502  | 111 / 214  | 55 / 177  | 115 / 127 | 19  | 85  | 94  | 34  | 68  | 5  | 16 | 85  | 145 | 478  |
| 4  | Алекса Ускоковић     | 16 | 220:37  | 69   | 21 / 40    | 5 / 14    | 12 / 15   | 4   | 20  | 33  | 5   | 22  | 0  | 4  | 29  | 16  | 61   |
| 7  | Дејан Давидовац      | 33 | 747:29  | 236  | 60 / 106   | 28 / 74   | 32 / 41   | 27  | 66  | 53  | 33  | 35  | 7  | 6  | 69  | 62  | 273  |
| 10 | Бранко Лазић         | 33 | 538:44  | 89   | 14 / 36    | 17 / 48   | 10 / 11   | 13  | 30  | 24  | 19  | 11  | 0  | 4  | 76  | 23  | 53   |
| 11 | Дуоп Рит             | 23 | 306:24  | 111  | 30 / 46    | 14 / 40   | 9 / 11    | 17  | 26  | 5   | 4   | 8   | 7  | 3  | 35  | 13  | 93   |
| 12 | Алекса Раданов       | 14 | 159:32  | 41   | 11 / 29    | 3 / 10    | 10 / 12   | 7   | 12  | 7   | 2   | 10  | 0  | 5  | 22  | 16  | 21   |
| 13 | Огњен Добрић         | 32 | 595:50  | 264  | 33 / 83    | 52 / 114  | 42 / 49   | 15  | 48  | 24  | 28  | 34  | 1  | 7  | 44  | 48  | 224  |
| 19 | Марко Симоновић      | 23 | 428:31  | 122  | 13 / 35    | 27 / 59   | 15 / 21   | 6   | 48  | 11  | 6   | 9   | 0  | 3  | 37  | 23  | 107  |
| 21 | Марко Јагодић Куриџа | 34 | 636:07  | 148  | 39 / 102   | 13 / 37   | 31 / 40   | 36  | 63  | 38  | 13  | 22  | 3  | 10 | 70  | 51  | 154  |
| 22 | Бориша Симанић       | 3  | 13:01   | 3    | 0 / 0      | 1 / 2     | 0 / 0     | 0   | 3   | 1   | 1   | 1   | 0  | 0  | 2   | 0   | 4    |
| 32 | Огњен Кузмић         | 32 | 445:24  | 123  | 49 / 90    | 0 / 0     | 25 / 39   | 56  | 69  | 8   | 10  | 16  | 9  | 5  | 38  | 34  | 195  |
| 33 | Емануел Тери         | 9  | 169:45  | 50   | 20 / 31    | 0 / 0     | 10 / 17   | 14  | 26  | 4   | 4   | 9   | 10 | 2  | 24  | 13  | 68   |
| 35 | Ландри Ноко          | 10 | 208:19  | 71   | 32 / 55    | 0 / 0     | 7 / 12    | 21  | 31  | 7   | 6   | 15  | 7  | 3  | 18  | 19  | 98   |
| 55 | Кино Колом           | 8  | 113:15  | 53   | 7 / 17     | 7 / 15    | 18 / 23   | 1   | 6   | 20  | 1   | 20  | 0  | 2  | 6   | 17  | 47   |
|    | Укупно               |    | 6850:00 | 2520 | 587 / 1198 | 292 / 772 | 470 / 582 | 334 | 720 | 496 | 220 | 454 | 60 | 91 | 735 | 680 | 2547 |

### Јадранска лига
Извор
| #  | Играч                | У  | М   | П    | 2П         | 3П        | СБ        | СН  | СО  | А   | УЛ  | ИЛ  | Б  | БП | ЛГ  | ИЛГ | И    |
| -- | -------------------- | -- | --- | ---- | ---------- | --------- | --------- | --- | --- | --- | --- | --- | -- | -- | --- | --- | ---- |
| 00 | Џони О’Брајант       | 7  | 129 | 74   | 20 / 50    | 6 / 23    | 16 / 21   | 16  | 21  | 8   | 4   | 11  | 3  | 5  | 16  | 25  | 67   |
| 0  | Тејлор Рочести       | 6  | 100 | 36   | 6 / 15     | 7 / 16    | 3 / 4     | 1   | 5   | 20  | 2   | 13  | 0  | 2  | 9   | 5   | 26   |
| 1  | Лангстон Хол         | 29 | 461 | 142  | 41 / 80    | 13 / 34   | 21 / 25   | 7   | 30  | 94  | 21  | 24  | 5  | 6  | 52  | 26  | 179  |
| 2  | Кори Волден          | 28 | 580 | 281  | 43 / 88    | 44 / 108  | 63 / 70   | 11  | 51  | 98  | 30  | 42  | 1  | 8  | 90  | 89  | 305  |
| 3  | Џордан Лојд          | 30 | 742 | 480  | 92 / 185   | 67 / 174  | 95 / 109  | 8   | 74  | 97  | 29  | 65  | 6  | 11 | 76  | 131 | 459  |
| 4  | Алекса Ускоковић     | 19 | 162 | 50   | 10 / 22    | 7 / 17    | 9 / 11    | 2   | 9   | 38  | 6   | 16  | 1  | 2  | 24  | 16  | 56   |
| 7  | Дејан Давидовац      | 31 | 722 | 269  | 58 / 107   | 34 / 88   | 51 / 59   | 31  | 96  | 42  | 28  | 28  | 9  | 6  | 54  | 79  | 355  |
| 10 | Бранко Лазић         | 27 | 506 | 139  | 11 / 25    | 34 / 67   | 15 / 18   | 21  | 33  | 14  | 28  | 17  | 1  | 0  | 75  | 42  | 136  |
| 11 | Дуоп Рит             | 24 | 218 | 107  | 30 / 52    | 13 / 37   | 8 / 21    | 21  | 33  | 7   | 8   | 10  | 13 | 5  | 48  | 23  | 90   |
| 12 | Алекса Раданов       | 13 | 122 | 37   | 12 / 27    | 1 / 15    | 10 / 18   | 7   | 9   | 12  | 4   | 7   | 1  | 5  | 15  | 14  | 20   |
| 13 | Огњен Добрић         | 31 | 700 | 374  | 66 / 130   | 64 / 148  | 50 / 66   | 29  | 81  | 49  | 19  | 37  | 11 | 7  | 54  | 76  | 377  |
| 19 | Марко Симоновић      | 27 | 473 | 167  | 24 / 46    | 28 / 77   | 35 / 42   | 12  | 61  | 21  | 13  | 13  | 0  | 5  | 60  | 42  | 160  |
| 21 | Марко Јагодић Куриџа | 19 | 320 | 134  | 35 / 57    | 10 / 21   | 34 / 41   | 23  | 40  | 19  | 10  | 25  | 4  | 3  | 43  | 44  | 163  |
| 22 | Бориша Симанић       | 6  | 63  | 20   | 2 / 5      | 4 / 9     | 4 / 7     | 0   | 7   | 3   | 2   | 3   | 3  | 2  | 6   | 5   | 18   |
| 32 | Огњен Кузмић         | 30 | 361 | 120  | 49 / 80    | 0 / 0     | 22 / 39   | 46  | 71  | 9   | 9   | 24  | 12 | 4  | 52  | 39  | 178  |
| 33 | Емануел Тери         | 7  | 106 | 28   | 12 / 25    | 0 / 0     | 4 / 9     | 13  | 19  | 6   | 2   | 8   | 2  | 0  | 12  | 8   | 40   |
| 35 | Ландри Ноко          | 20 | 410 | 142  | 53 / 96    | 0 / 0     | 36 / 57   | 55  | 73  | 15  | 11  | 27  | 17 | 9  | 53  | 54  | 214  |
| 55 | Кино Колом           | 4  | 51  | 29   | 7 / 10     | 3 / 13    | 6 / 7     | 1   | 3   | 14  | 1   | 2   | 0  | 0  | 2   | 10  | 40   |
|    | Укупно               |    |     | 2629 | 571 / 1100 | 335 / 847 | 482 / 624 | 304 | 716 | 566 | 227 | 372 | 89 | 80 | 741 | 728 | 2883 |

### Суперлига Србије
Извор
| #  | Играч                | У | М      | П   | 2П        | 3П       | СБ       | СН | СО  | А   | УЛ | ИЛ | Б  | БП | ЛГ  | ИЛГ | И   |
| -- | -------------------- | - | ------ | --- | --------- | -------- | -------- | -- | --- | --- | -- | -- | -- | -- | --- | --- | --- |
| 1  | Лангстон Хол         | 7 | 169:33 | 72  | 14 / 30   | 13 / 33  | 5 / 5    | 1  | 8   | 33  | 7  | 7  | 0  | 1  | 13  | 13  | 77  |
| 3  | Џордан Лојд          | 2 | 20:13  | 11  | 4 / 5     | 1 / 4    | 0 / 0    | 0  | 2   | 4   | 0  | 1  | 1  | 0  | 2   | 2   | 13  |
| 4  | Алекса Ускоковић     | 7 | 109:00 | 33  | 4 / 12    | 5 / 12   | 10 / 11  | 0  | 12  | 16  | 1  | 7  | 0  | 1  | 12  | 10  | 36  |
| 7  | Дејан Давидовац      | 7 | 160:03 | 62  | 9 / 17    | 10 / 27  | 14 / 16  | 3  | 31  | 17  | 12 | 7  | 6  | 3  | 17  | 19  | 96  |
| 10 | Бранко Лазић         | 7 | 134:16 | 41  | 5 / 7     | 10 / 20  | 1 / 1    | 2  | 9   | 7   | 4  | 2  | 0  | 1  | 18  | 7   | 37  |
| 11 | Дуоп Рит             | 5 | 51:29  | 31  | 7 / 13    | 3 / 7    | 8 / 10   | 6  | 8   | 2   | 1  | 4  | 4  | 0  | 4   | 5   | 37  |
| 12 | Алекса Раданов       | 7 | 137:00 | 61  | 18 / 23   | 5 / 20   | 10 / 15  | 6  | 17  | 18  | 8  | 10 | 0  | 1  | 11  | 14  | 77  |
| 13 | Огњен Добрић         | 7 | 191:09 | 125 | 27 / 54   | 18 / 40  | 17 / 20  | 13 | 29  | 18  | 9  | 13 | 0  | 2  | 15  | 23  | 135 |
| 19 | Марко Симоновић      | 7 | 123:55 | 31  | 4 / 11    | 6 / 20   | 5 / 7    | 2  | 13  | 11  | 6  | 5  | 1  | 1  | 12  | 8   | 31  |
| 21 | Марко Јагодић Куриџа | 7 | 87:19  | 41  | 9 / 16    | 6 / 14   | 5 / 6    | 4  | 14  | 6   | 2  | 10 | 0  | 0  | 8   | 10  | 43  |
| 32 | Огњен Кузмић         | 6 | 85:14  | 36  | 14 / 15   | 0 / 0    | 8 / 10   | 11 | 16  | 3   | 5  | 5  | 2  | 0  | 9   | 8   | 64  |
| 35 | Ландри Ноко          | 7 | 130:49 | 56  | 22 / 38   | 0 / 0    | 12 / 18  | 16 | 23  | 8   | 4  | 10 | 4  | 1  | 14  | 19  | 83  |
|    | Укупно               |   |        | 600 | 137 / 241 | 77 / 197 | 95 / 119 | 80 | 189 | 143 | 59 | 83 | 18 | 11 | 136 | 138 | 749 |